# Vlagyimir Iljics Lenin

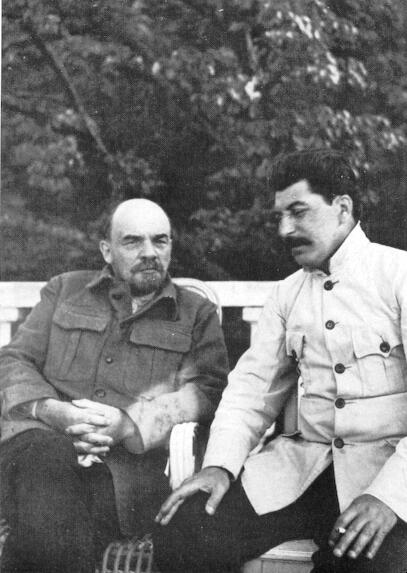
Lenin és Sztálin

Vlagyimir Iljics Uljanov, mozgalmi nevén Lenin (oroszul: Влади́мир Ильи́ч Улья́нов Ленин; születési neve Vlagyimir Iljics Uljanov  meghallgat; Szimbirszk, 1870. április 22. [a régi orosz naptár szerint április 10.] – Gorki, 1924. január 21.) orosz ügyvéd, kommunista forradalmár, a Szovjetunió alapítója és első vezetője, marxista filozófus és teoretikus, a leninizmus névadója, a 20. századi világtörténelem egyik legnagyobb hatású alakja.
Orosz szülők harmadik gyermekeként, Szimbirszkben látta meg a napvilágot Vlagyimir Iljics Uljanov néven, a Lenint csak később vette fel. A Szimbirszki Klasszikus Gimnáziumot kitűnő eredménnyel végezte el, s már ekkor kitűnt társai közül a tudásával és a szorgalmával. Miután kivégezték bátyját, aki részt vett egy merényletben, szembefordult a cári uralommal és fokozatosan balra tolódva a kommunista eszmék híve lett. Joghallgatóként részt vett egy diáktüntetésen, ami miatt kicsapták a kazanyi egyetemről és így magánúton a szentpétervári egyetemen fejezte be tanulmányait, szintén kitűnő eredménnyel.
Felforgató tevékenységért három év szibériai száműzetésre ítélték, ami után a frissen megalapított Oroszországi Szociáldemokrata Munkáspárt tagjaként emigrált, majd többek között Svájcban, Németországban és Angliában is lakott. Külföldön tartózkodva kulcsszerepet vállalt a párt szervezésében és vitáiban, valamint a szocializmus eszméjének terjesztésében. Szerkesztette a párt lapját és rengeteg írást publikált. Befolyása a pártkongresszusokon egyre erősödött és az 1903-as pártszakadás után a bolsevik (saját maguk által többséginek nevezett) frakciót vezette.
A párt és a mozgalom népszerűsége rohamosan nőtt, végül Lenin vezetésével Oroszországban megszerezték a hatalmat. Az 1917-es októberi orosz forradalom után nagy társadalmi változtatásokat indított el. Elérte a kilépést az első világháborúból. A vörösök és a fehérek között elhúzódó polgárháború kezdődött, amelybe külföldi hatalmak is beavatkoztak. Lenin és a proletár állam a mögötte álló jelentős társadalmi bázissal és a hadikommunizmus bevezetésével meg tudta nyerni a fehérek elleni háborút, és az 1922-ben megalakult Szovjetunió első vezetője lett. Politikai pályájának kiteljesedését agyvérzése, majd két évvel későbbi halála gátolta meg.
A Szovjetunió egyik legbefolyásosabb és legnépszerűbb vezetője volt, azok közül is sokan rajongtak érte, akiknek nem kedvezett az általa követett politikai irányvonal. Óriási sikereit többek között intelligenciájának, karizmatikus személyiségének, kiváló szónoki tehetségének, kiemelkedő műveltségének és magasszintű filozófiai jártasságának köszönhette. A szovjet tagállamokban és a keleti blokkban, sőt világszerte hatalmas népszerűségre tett szert, személyi kultuszát azonban halála után építették föl neve köré, ő maga soha nem vágyott ilyesmire. Szellemének közvetett hatásai még a mai napig is érezhetők a világ politikájában.

## Élete

### Családja

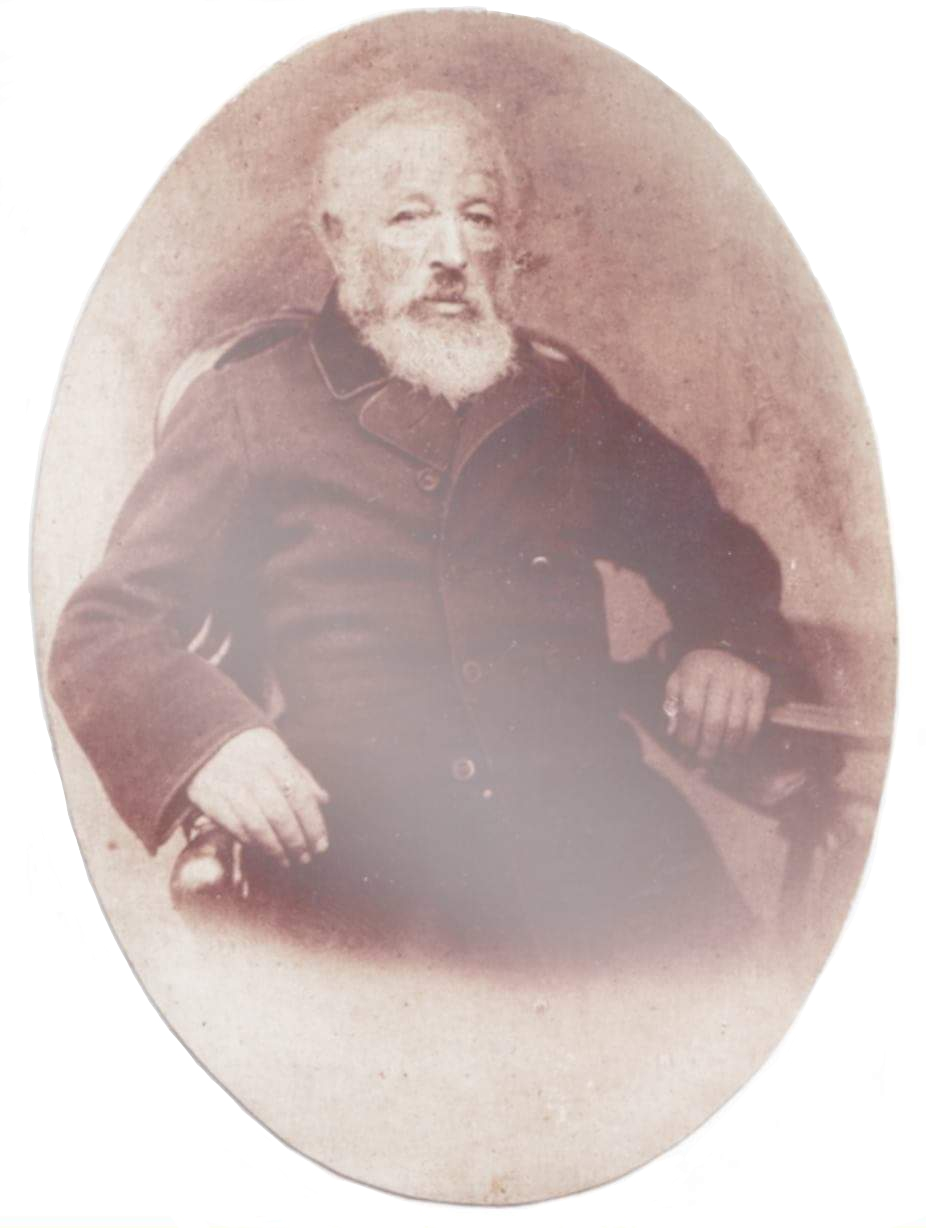
Alekszandr Blank doktor, Lenin anyai nagyapja

Lenin – számos más kortársához hasonlóan – sokszínű etnikai örökséget kapott felmenőitől. Apai nagyapja, Nyikolaj Vasziljevics Uljanyin (később felvette az Uljanov nevet) nevű orosz ortodox vallású jobbágy volt Nyizsnyij Novgorodban, majd később szabóként dolgozott és Asztrahánban telepedett le. Apai nagyanyjáról csak nagyon keveset lehet tudni, még a keresztneve is kétséges, Anna vagy Alekszandra volt (több forrás Anna Alekszejevna Szmirnova néven ír róla). Az ő révén valószínűsíthető a kalmük, de elképzelhető a kirgiz, a tatár, illetve az orosz eredet is.
Anyai ágon dédapja (Mosko Blank sztarokonsztantyinovi bor- és szeszkereskedő) és nagyapja is (Alekszandr Dmitrijevics Blank orvos, balneológus) ortodox hitre áttért, vallásukat nem gyakorló zsidók voltak. Nagyanyja, Anna Grigorjevna Grosschopf félig svéd, félig német, lutheránus asszony volt. Blank doktor 1848-ban vásárolta meg a családi életre később végig jelentősen kiható kokuskinói birtokot.
Lenin 1870-ben született az oroszországi szimbirszki kormányzóság központjában, a Volga partján álló Szimbirszk (ma Uljanovszk) városában egy kormányhű tisztviselő, Ilja Nyikolajevics Uljanov (1831–1886) és felesége, Marija Alekszandrovna Blank (1835–1916) harmadik gyermekeként. Lenint magát az orosz ortodox egyház szertartása szerint keresztelték meg.
Apja az asztraháni gimnáziumban érettségizett jó eredményekkel, majd a kazanyi egyetem matematika–fizika szakát végezte el kitűnően. A penzai Nemesi Intézetben tanított (itt ismerkedett meg az intézet igazgatójának sógornőjével, Marija Alekszandrovnával), ahol „címzetes tanácsnoki” kitüntetése után kemény munkája elismeréseként 1869-ben megszerezte a kormányzóság népiskoláinak tanfelügyelői, majd később igazgatói tisztségét, és e fontos pozícióval együtt örökletes nemesi címet is kapott (így apja révén Lenin is orosz nemes volt), megszólítása „kegyelmes úr” volt. Lenin apja szinte egész nap csak dolgozott, így kissé bezárkózó természete volt. Több publikációt is közölt az oktatási tapasztalatai alapján, amelyek komoly visszhangot váltottak ki. Ezen kívül különösképpen érdekelte őt a meteorológia. Gyermekeivel szigorúan bánt, és nagyon magas követelményeket támasztott velük szemben. Mindenképpen távol akarta tartani őket a politikától és érzelmeit csak ritkán mutatta ki nekik. A nyelvekben némi kiejtési problémái akadtak, de ez nem tántorította el őt a tanításuktól. Már fiatalon kopaszodott (ezt Lenin is örökölte tőle), emiatt koránál jóval idősebbnek látszott. Szeretett kollégáival, barátaival sakkozni és kártyázni. Hibái ellenére tudásával, szorgalmával és eredményeivel mindenki tiszteletét kivívta a családjában és a munkahelyén is.
Édesanyja, nem túl buzgón bár, de a lutheránus hitet gyakorolta és számos, tipikusan német szokást gyermekeinek is továbbadott. Ő is oktatónak készült, de iskolában nem tanított. Nem volt olyan szigorú, mint a férje, de hasonló elveket vallott.
Az orosz mellett mindketten több nyelven, például németül és franciául is beszéltek, és valósággal rajongtak az oktatásért. A cár és a cárizmus feltétlen híveként hittek Oroszország békés úton, reformokkal történő megújításában, az iparosodásban és a korszerűsítésben. Ellenezték a származás alapján történő megkülönböztetést, a kisebbségben lévő etnikumok elnyomását. Ez utóbbi Leninre is erősen hatott. Ő maga nem tekintette lényeges kérdésnek sem a saját, sem mások származását, mégis élete végéig foglalkoztatta a kérdés. A különböző nemzetektől kapott örökségét csak pozitívumként értékelte, viszont ez szinte egyáltalán nem hatott ki nézeteire és későbbi politikájára sem. A családnak – a kemény munkának és a jelentős örökségnek köszönhetően – két birtoka is volt az országban. Ettől függetlenül, az első generációs nemesi rang, a friss betelepülés és a felmenők miatti kulturális különbségek miatt nem tudtak jól beilleszkedni a város életébe, bár erre nem is igazán tartottak igényt. Lenin hivatalos életrajza szerint apja egy orosz civilszervezet tisztviselőjeként a demokrácia növeléséért, a szabad és általános oktatásért küzdött, anyja szintén liberális felfogásúnak volt mondható.

### Gyermekkora

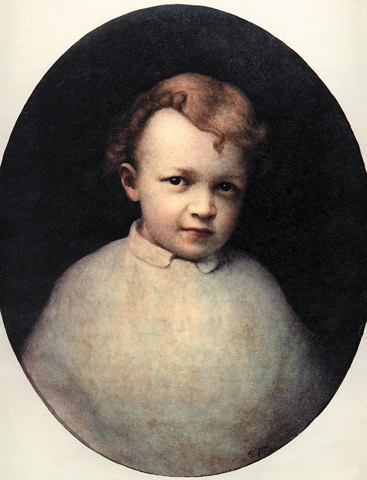
Vlagyimir hároméves korában

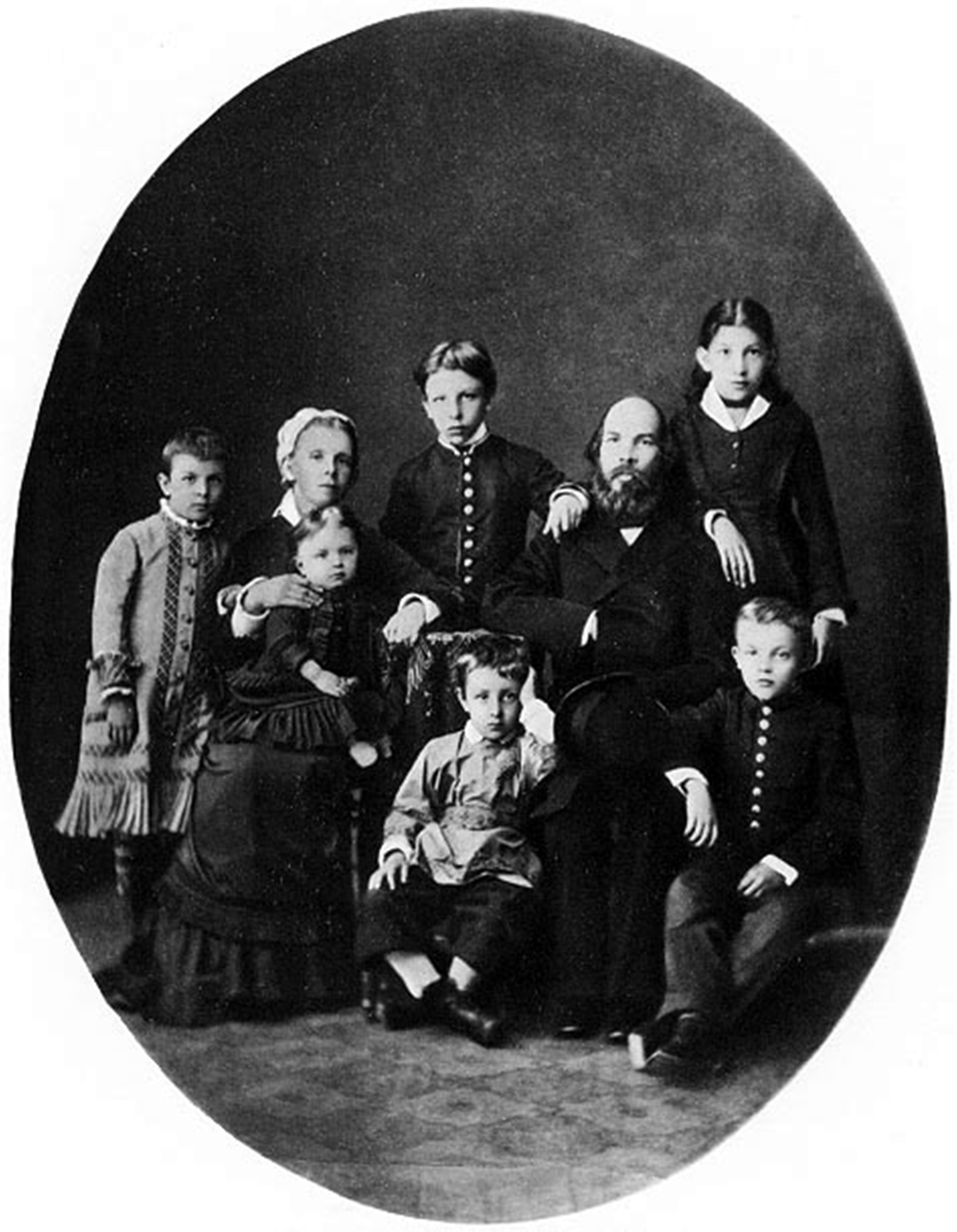
Az Uljanov család 1879-ben

A szülők 1863-ban jegyezték el egymást, és még ugyanezen év nyarán össze is házasodtak az anya családjának kokuskinói birtokán. 1869-ben, nem sokkal Vlagyimir születése előtt költöztek Szimbirszkbe Nyizsnyij Novgorodból. Nagyapja, Blank doktor egyszer még látta a pár hónapos kisfiút, amikor a család nála járt látogatóban, de pár héttel később elhunyt. Vlagyimirnek születésekor már két testvére is volt; nővére, Anna hat évvel (született 1864-ben), míg bátyja, Alekszandr négy évvel (sz. 1866-ban) volt idősebb nála. Egy évvel később Olga (sz. 1871-ben), négy évvel később Dmitrij (sz. 1874-ben), majd nyolc évvel később Marija (sz. 1878-ban) látta meg a napvilágot. Két testvérük (az első Olga és Nyikolaj) már csecsemőkorukban meghalt.
Vlagyimir igen későn tanult meg járni. Feje nagy volt, lábai pedig rövidek, ezért sokszor elesett. Barna, göndör haja később vörösbarnára, majd feketére váltott. Bal szemére kis mértékben rövidlátó volt, és fiatal kora óta – családja többi tagjához hasonlóan – gyomorproblémák gyötörték. Több forrás szerint is aranyos gyerek volt, de rossz természetű és gonoszkodó, ugyanakkor belátta hibáit. Példaként tekintett nagyobb testvéreire, különösen bátyjára. Egyik kedvenc elfoglaltsága volt a katonákkal való játék, legtöbbször Abraham Lincoln északi csapatait választotta, akik legyőzték a „gonosz, rabszolgatartó délieket”. Sokat játszott, és iskolás korukban együtt tanult is kisebb testvéreivel (főként Olgával), de apjához hasonlóan szigorú volt velük.
A család nyaralni a Volga-vidékre járt anyja rokonaihoz, Kokuskinóba. Apja rokonait csak egyszer látogatták meg a gyerekekkel, mivel anyjuknak nem tetszett a túl érzelmes fogadtatás. A családfő kinevezése és a gyerekek számának növekedése miatt a Sztreleckaja utcai bérelt lakásból egy nagyobb házba költöztek, a városközpont közelében lévő Moszkovszkaja utcába. Anyagi helyzetük jó volt, a középosztályhoz tartoztak. Saját dadusuk és szakácsnőjük volt, sokszor napszámosokat vettek fel. Életmódjuk kényelmes volt, de házuk berendezése egyáltalán nem volt az „úri” stílusra jellemző; sőt, inkább puritán, egyszerű. A jövedelem kiegészítése érdekében például albérlőket fogadtak be.
A család nem igazán állt kapcsolatban más középosztálybeliekkel a már említett társadalmi különbségek miatt. Még nem olvadtak be teljesen az oroszok közé, bár a legfőbb lépéseket már megtették. Mindenesetre jól érezték magukat saját, családi társaságukban, és nem is mutatták jeleit a mások felé közeledés iránti igénynek.
Vlagyimirt kilencéves korában felvették a szimbirszki humán gimnáziumba. Végig kitűnő tanuló volt, különösen latin- és ógörög nyelvből, továbbá a klasszikus orosz szépirodalom ismeretéből volt kiemelkedő. A legjobb tanuló volt az évfolyamban, bár rengeteg volt a tanulnivaló és a házi feladat. Magatartása jó volt, de néha gúnyolódott, és mindig megvédte magát, ha kellett. Az iskola és az elolvasott művek óriási hatást gyakoroltak rá, de ebben a korában – valószínűleg a szülői és gimnáziumi korlátozások miatt is – egyáltalán nem foglalkozott politikával. Apjához hasonlóan bezárkózó természet volt, szinte egész nap tanult és olvasott. Kedvenc olvasmánya Harriet Beecher Stowe írónő Tamás bátya kunyhója című regénye volt, ami az amerikai polgárháború előtt a rabszolgatartás idején játszódik, legfőbb üzenete a rabszolgatartás-ellenesség. Amikor mégis félretette a könyveket, kiment a szabadba és horgászott, vagy néha egy-egy barátjával játszott.

### Ifjúkora
Ifjúkorában két nagy tragédia is érte: 1886-ban karácsony után nem sokkal édesapja agyvérzésben, 53 évesen elhunyt. Betegsége és halála valószínűleg a folyamatos megfeszített munka és az oktatási tevékenysége miatt őt ért támadások eredménye volt. A családfő halála komoly következményekkel járt az Uljanov családra nézve. A két legidősebb gyermek (Anna és Alekszandr) Szentpétervárott végezte egyetemi tanulmányait, így otthon a legidősebb gyermek – és így a „családfő” is – Vlagyimir lett. Viselkedése azonban megromlott, kezdett szemtelenkedő lenni és ellentmondani anyjának, ám ebben senki sem tudta megállítani vagy megfegyelmezni. Egyedül bátyja lett volna képes erre, ő azonban szinte sosem járt látogatóba a szülői házba. A helyzetet tovább rontotta, hogy lánytestvérei és édesanyja is féltették Vlagyimirt, és mindenben segítségére voltak, szinte elkényeztették. 16 éves korára teljesen elvesztette az Istenben való hitét, ateista lett.

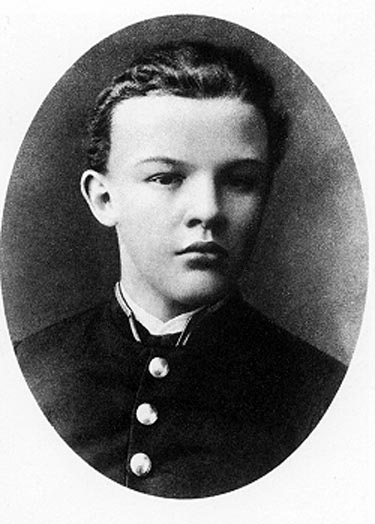
1887 körül készült fényképe

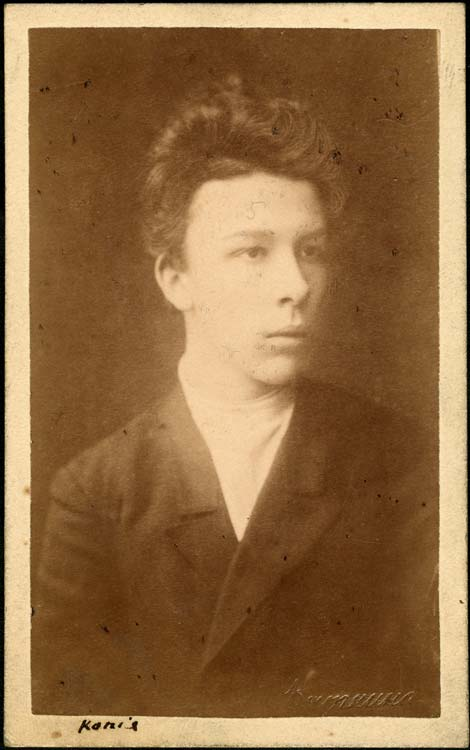
Vlagyimir bátyja és példaképe, Alekszandr

Alekszandr ekkorra már teljesen szembehelyezkedett a cári tekintélyuralmi rendszerrel, és forradalmi eszméket kezdett vallani. Ezt valószínűleg a monarchia korlátozásai, szigorú szabályozásai és az általánosan uralkodó rossz viszonyok váltották ki. Tagja lett egy forradalmi, agrárszocialista eszméket valló csoportnak, ami III. Sándor cár meggyilkolását tűzte ki céljául, hogy az ez utáni politikai zavarban a nép megdöntse az elnyomást. A merényletkísérlet viszont idő előtt kudarcba fulladt. A csoportot több tag is otthagyta, illetve kettejük letartóztatása során fény derült a szervezkedésre. A tagokat elfogták és súlyos büntetést róttak ki rájuk; halálbüntetést, életfogytiglani börtönt, vagy kényszermunkára ítélték őket. Vlagyimir bátyját – aki igen fontos szerepet játszott – a slisszelburgi börtönben 1887. május 8-án, négy társával együtt felakasztották. Ez az Uljanovok társadalmi kitaszítottságával is járt, ami újabb hatalmas terhet jelentett. Ettől kezdve Lenin is megfigyelt személy volt. Az életrajzok többsége ezt a fordulópontot tartja radikalizálódása okának. Állítólag családtagjai körében jelentette ki, hogy Alekszandr „nem tehetett másképp”, és hogy „mi más úton megyünk majd”.
1887-ben a Szimbirszki Klasszikus Gimnáziumban az érettségijét minden tantárgyból kitűnően tette le, és jó ajánlást kapott további tanulmányaihoz. Továbbtanulása céljából a Kazanyi Egyetem jogi karát választotta, ami érdeklődési körét figyelembe véve váratlan volt. A városba költöztek édesanyjával és testvéreivel együtt, ahol ideiglenesen lakást béreltek ki. Lenin ekkoriban dohányzott is, de később Marija Alekszandrovna figyelmeztetései miatt felhagyott vele. Forradalmi könyveket kezdett olvasni, amelyek közül a legtöbb bátyja hagyatéka volt. Ezek az olvasmányok voltak az első alapok, amelyek sok segítséget adtak neki a későbbiekben. Talán a legnagyobb hatást Csernisevszkij Mit tegyünk? című, egy szocialista csoportról szóló regénye gyakorolta.

### Mozgalmi élete

#### A kezdetek
Az egyetemen belépett egy, a diákokat a származási helyük alapján csoportosító társaságba, a szimbirszk szamarai zemljacsesztvóba. Ez volt az egyetlen típusú társaság, amelyet az egyetem vezetése is engedélyezett. Ez segítette a hallgatók könnyebb beilleszkedését, a közösséghez tartozást, és a biztonságérzetüket is fokozta az otthonuktól gyakran első ízben távollévő egyetemistáknak. De segített abban is, hogy a tanulók abban az időben az oktatással szembeni elégedetlenségük miatt nagyszabású diáktüntetést rendezhessenek, amiben Vlagyimir Iljics is részt vett. Sokan diákigazolványukat a földre hajigálva hagyták el a helyszínt. Így nevükről be tudták azonosítani a résztvevők többségét, köztük őt is. Nem sokkal később emiatt letartóztatták, és pár napi fogva tartás után kicsapták az egyetemről.
Az új eszmékkel való megbarátkozás során Kazanyban, az egyetemen eltöltött rövid idő során megismerkedett a Narodnaja Voljához (Népakarat) közel álló, Lazar Bogoraz vezette agrárszocialisták egyik legnagyobb helyi csoportjával. A társulás a monarchia megdöntését tűzte ki célul, radikális társadalmi és gazdasági változásokat kívánt és a rendszerrel szemben ellenálló minél egységesebb mozgalmakat akart megszervezni. Szoros kapcsolata azonban nem alakulhatott ki a szervezettel, mivel Lenin az egyetemről kitiltva kénytelen volt távozni a városból.
Ezután levelet küldött kedvenc írójának, a „felforgatás” miatt Szibériába száműzött Nyikolaj Csernisevszkijnek. Később, amikor visszatértek Kazanyba, egy másik kört is felkeresett, amelyet a marxizmushoz közel álló forradalmár, N. J. Fedoszejev vezetett, akit az agrárszocialista mozgalmakhoz is szoros kapcsolatok fűztek.

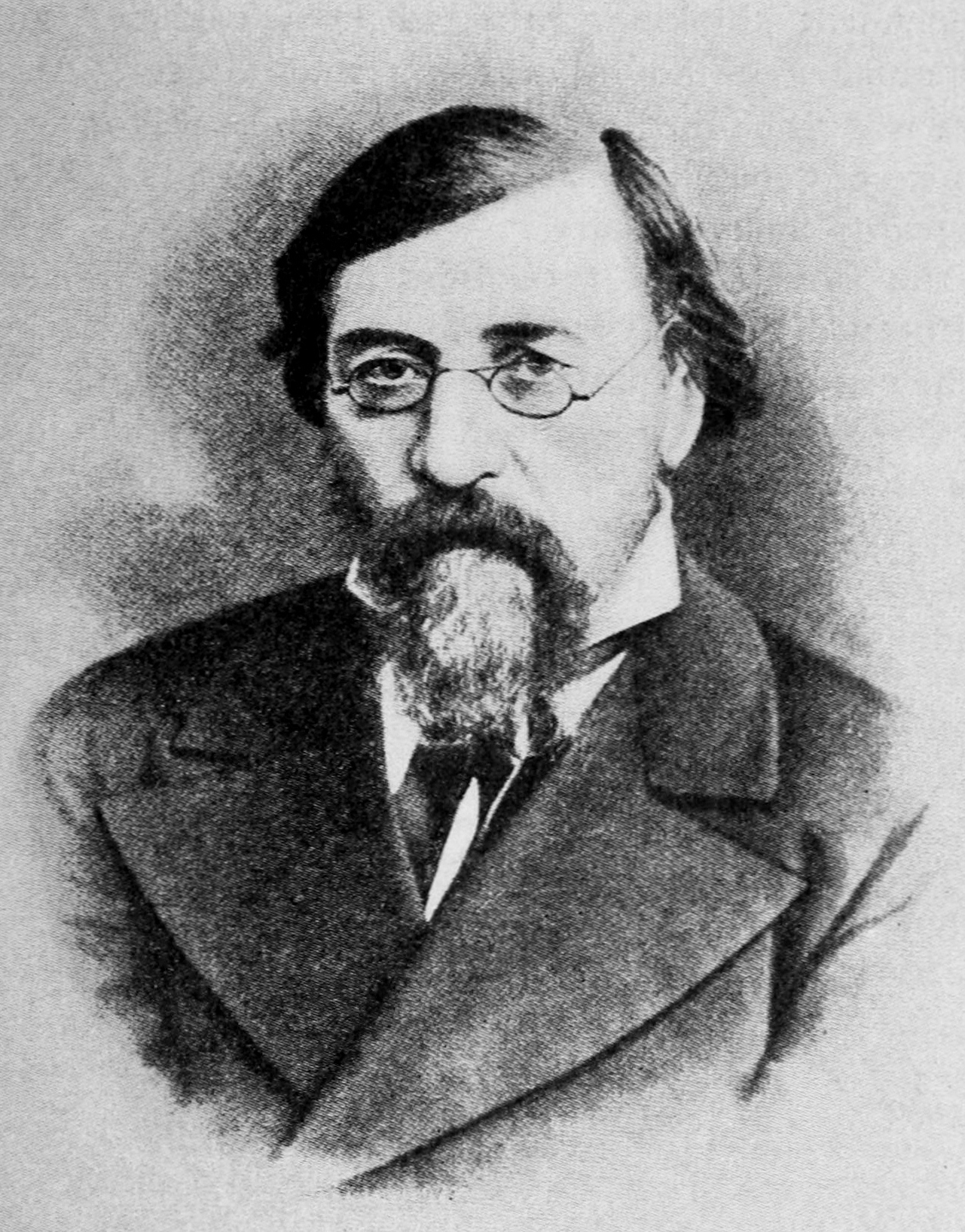
Nyikolaj Csernisevszkij

Ekkor kezdte olvasni Karl Marx A tőke című művét, ami a marxizmus egyik alapvető írásának számít. A kommunista írások mellett Émile Zola francia író is a kedvencei közé tartozott, sokat olvasott még Gleb Uszpenszkijtől is. Sakkpartikat folytatott olyan elismert játékosokkal is, mint például Andrej Hargyin ügyvéd – némelyikükkel, így Hargyinnal is csak levelezési sakkot. Unokatestvérével sakk-klubba, testvéreivel operába járt.
Vlagyimir még nem döntött véglegesen, hogy melyik mozgalmat választja a sok, különböző ideológiákkal rendelkező közül. Ilyenek voltak többek között a Georgij Plehanov (a marxista gondolatok egyik legfőbb korai, orosz emigráns terjesztője) által vezetett Csornij Peregyel (Fekete Újrafelosztás), a Zemlja i Volja (Föld és Akarat), a Narodnaja Volja (Népakarat), vagy éppen a N. J. Fedoszejev által vezetett kazanyi csoport. Forradalmi elszántsága viszont már véglegesen kialakult, és már nem lehetett eltántorítani tőle.

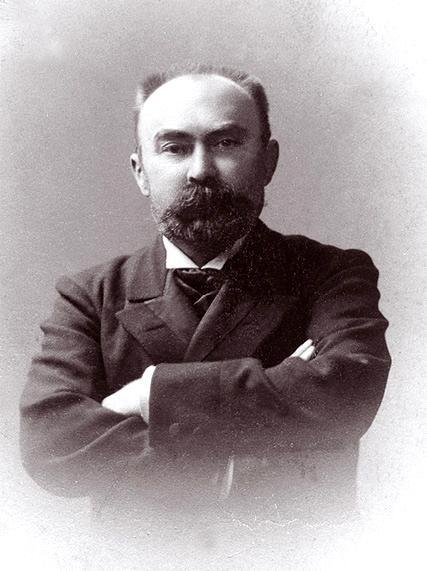
Georgij Plehanov

Mivel a kazanyi tartózkodás már kényelmetlenné vált az Uljanov család számára, Marija Alekszandrovna úgy döntött, hogy vidékre költöznek. Mark Jelizarov, Anna Iljinyicsna hódolója vállalta, hogy szerez egy birtokot szülőföldjén, a Szamarai kormányzóságban. A tulajdonos egy baloldali, nagyon gazdag aranybánya-tulajdonos üzletember, bizonyos Konsztantyin Szibirjakov volt, aki az elmúlt évek kedvezőtlen termése miatt olcsón adta el földjeit a szintén baloldali érdeklődőknek. Így került Uljanovék tulajdonába a gyönyörű környezetben fekvő, tágas alakajevkai birtok és a rajta álló, nagy faház.

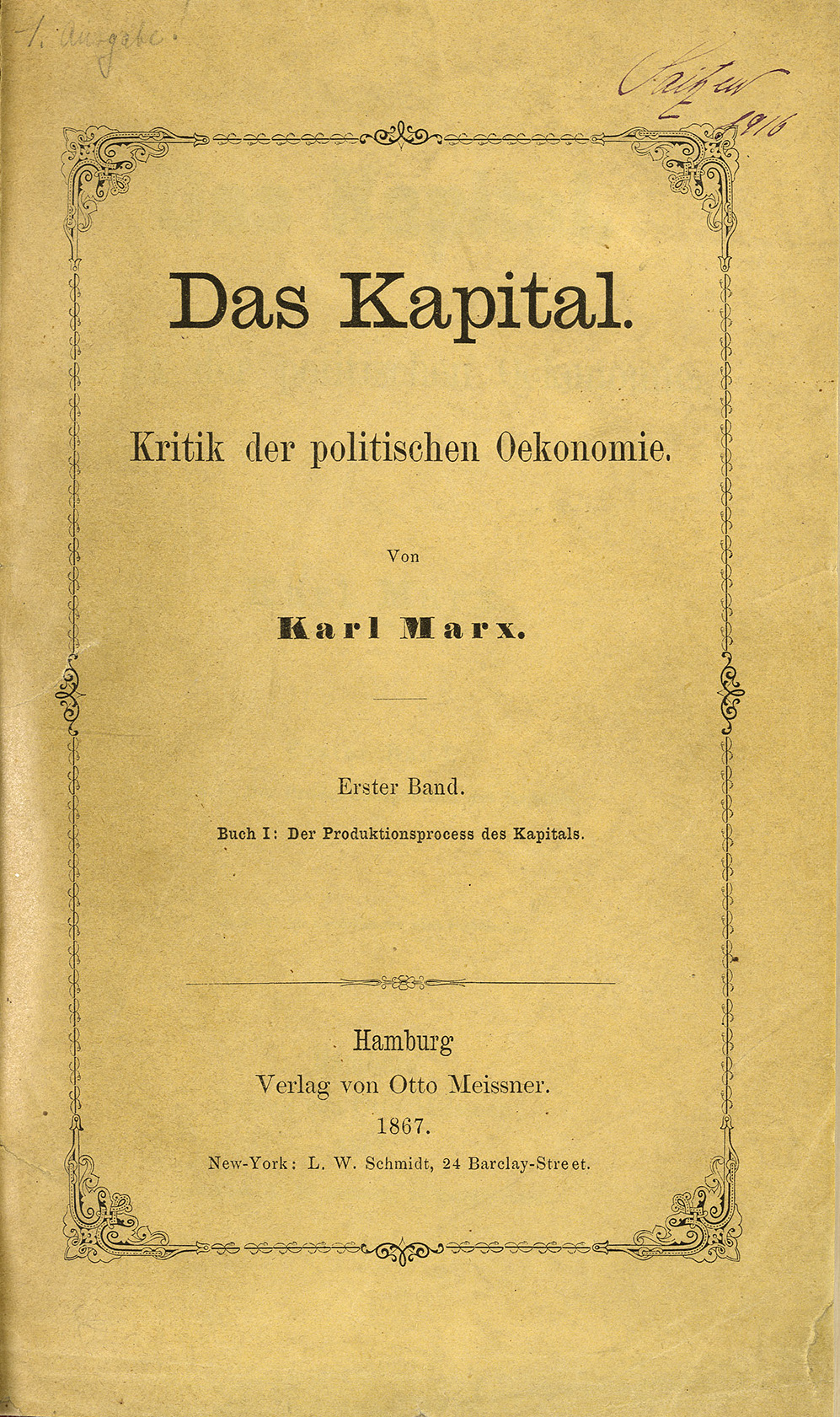
A tőke első kiadásának címlapja

Eleinte Lenin gondozta a birtokot, anyai unokatestvérével, Alekszandr Ardasevvel együtt. Dmitrij és Marija még a szamarai gimnáziumba járt. Nagyon jól érezte magát Alakajevkában; a munka mellett közeli erdőkben vadászott, sokat sétált, olvasott, tanult, fejlesztette a forradalomról alkotott képét. Azonban a gazdálkodás nagyon távol állt tőle, egyáltalán nem kötötte le őt. Mikor ezt anyja is belátta, úgy határoztak, hogy a földet bérbe adják a parasztoknak; nem sokkal később véglegesen eladták egy gazdag, helybéli parasztnak, és 1889 szeptemberének elején Szamarába költöztek, és egy házat béreltek maguknak.
Lenin itt felkereste a helyi forradalmi köröket. Ezek közül a legjelentősebb az Alekszej Szkljarenko által vezetett ellenállócsoport volt. Számos megbeszélést tartottak, de csakis Oroszország gazdaságának és a különböző forradalmi nézetek alapos tanulmányozása után. Ők még szinte mindannyian beleszőttek egyes agrárszocialista elemeket a saját ideológiájukba; emiatt Lenint később még rengeteg támadás érte. Később vitaköröket szerveztek, ahová más régiók forradalmárjait is meghívták. Lenin kimagasló tehetsége már ekkor megmutatkozott, kiváló érzéke volt a meggyőzéshez és a szónokláshoz. A szocializmusról, a marxizmusról és a kommunizmusról alkotott véleménye egyre kiforrottabb és határozottabb lett.
Miután bebizonyosodott, hogy nem járhat egyetemre a szükséges engedély hiányában, kérelmezte, hogy a szentpétervári egyetemen jogi magánvizsgákat tehessen. Ezt engedélyezték is neki, így 1890 nyarán a városba utazott. Ott tanult – a tanítóképzőben – testvére, Olga is, aki 1891-ben orbáncban, illetve az azt követő szövődményekben elhunyt.
Vlagyimir a vizsgáit kitűnő eredménnyel tette le, és ügyvédi diplomát kapott. Még az ősszel visszatért Szamarába, ahol korábbi sakkpartnere, a baloldali Andrej Hargyin irodájában kezdett el dolgozni ügyvédbojtárként. Itt újból felvette a kapcsolatot Szkljarenkóékkal; továbbá megismerkedett olyan személyekkel, akik később fontos szerepet játszottak a mozgalom életében – így Nyikolaj Fedoszejevvel, Vera Zaszuliccsal, és Pjotr Maszlovval is. Egyre jobban megismerte a Svájcban élő, és emigráns forradalmári életet folytató Plehanov munkásságát, és lassan saját példaképévé tette. Ekkor kezdte el azt a Plehanov által terjesztett nézetét vallani, hogy Oroszországban, amely a feudalizmusból már áthaladt a kapitalizmusba, és annak kezdeti szakaszában van, a jövőben mindenképpen forradalom fog lezajlani, úgy, ahogyan azt Marx A tőkében megírta. Gazdasági adatokat kezdett gyűjteni a korabeli Oroszországról, hogy ezekkel támassza alá a marxista elemzéseit. Ugyanakkor továbbra is szívesen találkozott agrárszocialista barátjaival, a Népakarat híveivel is. Sőt, az egyik ilyen forradalmár, Apollon Suht lányának még a keresztapaságát is elvállalta. Miután 1893-ban öccse befejezte a gimnáziumot, az egész család Moszkvába költözött.

#### Szentpétervár
Vlagyimir úgy döntött, hogy hivatásos forradalmárként a birodalom fővárosában, Szentpéterváron fog hírnevet szerezni magának. 1893. augusztus 20-án indult útnak, útba ejtve Nyizsnyij Novgorodot ahol a helyi marxistákat is meglátogatta. Mikor megérkezett a városba, egy a fő könyvtárhoz és a központhoz közeli lakást bérelt. Hargyin ajánlólevelével bejelentkezett egy helyi ügyvédhez, azonban tényleges jogi munkát nem végzett; teljesen lekötötte a kommunizmus tanulmányozása és a gazdasági adatok gyűjtése, elemzése. Az itteni, szintén művelt és forradalmi tevékenységet folytató elvtársaival – például Pjotr Berngardovics Sztruve vagy Pjotr Pavlovics Maszlov – gyorsan fel is vette a kapcsolatot. Mivel szinte bármilyen politikai irodalmat meg tudott szerezni, hamar megjelentette legelső saját művét, az Újabb gazdasági mozgalmak a paraszti életben címmel, ami statisztikai adatok marxista értelmezése volt. Ezt, miután egy neves helyi lap nem közölte le, több barátjának is továbbküldte, hogy véleményezzék. Ezek után kapcsolatba lépett egy olyan marxista csoporttal, akik nem értettek egyet ezzel az írásával, és megbeszélték, hogy vitakört szerveznek. Ez nagy fontossággal bírt Lenin életében, ugyanis itt ismerkedett meg későbbi feleségével, Nagyezsda Krupszkajával és Leonyid Kraszin nevű elvtársával. Ellenfelei érveit kimagasló retorikájával rövid idő alatt szétzúzta. Ugyanez történt 1894-ben, egy Robert Klasszon nevű mérnökkel folytatott vitája során is. Ugyanakkor Klasszonnak köszönhetően találkozhatott 1894 februárjában Sztruvéval és Mihail Tugan-Baranovszkijjal, akik ekkorra már elismertnek számítottak. Részükről kritika érte Lenint, hogy túlbecsüli az orosz kapitalizmus fejlettségét, hogy további tapasztalatokat kellene szereznie külföldön és a fővárosban is, és hogy túl élénk benne az agrárszocialisták hatása. Ez azonban nem tántoríthatta el őt munkája folytatásától.

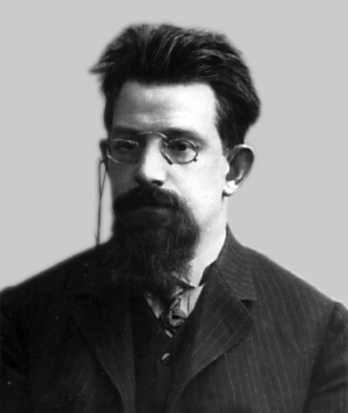
Pjotr Sztruve

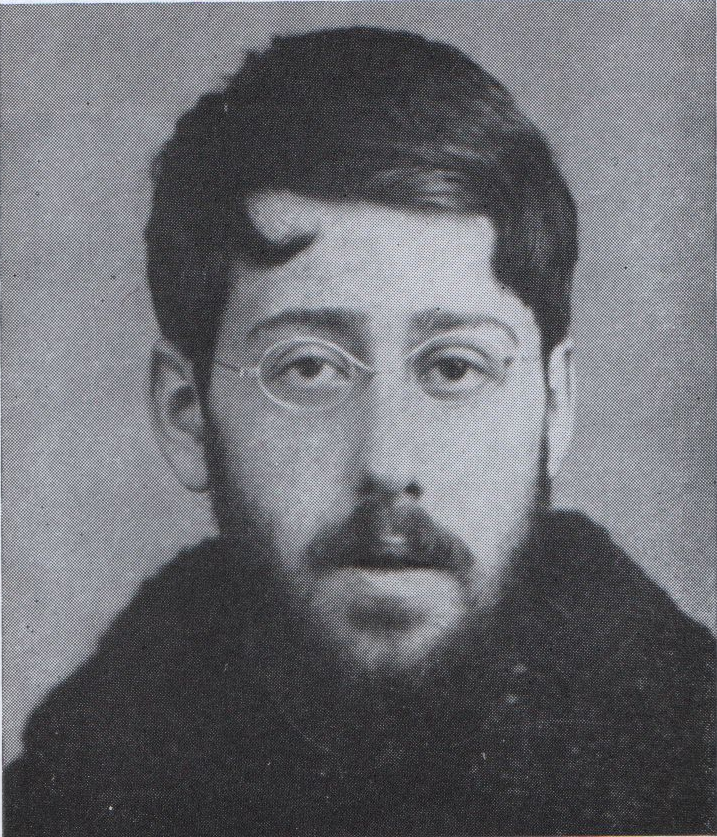
Julij Martov

Rendszeresen komoly egészségi panaszai is akadtak; örökletes, krónikus gyomorproblémái voltak, melyek élete végéig elkísérték. Ez részben annak következménye volt, hogy nem adott sokat egészsége megóvására. Szerelmi életéről annyit lehet tudni, hogy 1894 januárjában Nyizsnyij Novgorodba utazott találkozni kedvesével, Apollonarija Jakubovával. Betegségeivel kapcsolatban felvetődött már sokszor az a városi legenda, hogy esetleg szifilisztől is szenvedhetett, de ezt a történészek még nem tudták bizonyítani. Az orvosok úgy vélik, hogy egyértelműen az bizonyíthatná be, ha a moszkvai tudományos intézetben őrzött Lenin agyvelőből mintát vehetnének és akkor egy DNS-vizsgálattal tisztázható lenne volt-e ilyen betegsége.
Mindezek ellenére magabiztossága egyre nőtt, olyannyira, hogy igencsak ellenséges hangvételű tanulmányt írt Sztruve Kritikai megjegyzések című munkájáról. Ezt azonban, erőszakos és forradalmi stílusa miatt, a cenzorok megsemmisítésre ítélték. Így tehát mégsem vált általánosan híressé az orosz körökben. Azonban 1895-ben a belügyminisztérium hirtelenjében engedélyezte egy külföldi utazását – valószínűleg meg akartak szabadulni a Leninhez hasonló keményvonalas forradalmároktól. Svájcba készült, ahol Plehanovval akart találkozni, aki időközben megalapította a Munka Felszabadítása csoportot.
Először Moszkvába utazott, és egy szamarai barátjával vonattal folytatta útját. Tett egy rövid európai körutat Párizs–Zürich–Berlin–Genf útvonallal. Májusban sikerült elérnie célját, hogy megismerkedjen Plehanovval, segítőjével, Pavel Akszelroddal és az emigráns marxistákkal. Míg náluk vendégeskedett, megvitattak rengeteg gazdasági-politikai kérdést, például a Rabotnyik (Munkás) című lap elindításának tervét. Nagy hatást gyakoroltak egymásra; ez csak még jobban megerősítette Lenint nézeteiben. Amikor visszatért az orosz fővárosba, újult erővel kezdett munkálkodni. Fő feladatának ekkor a Rabotnyik megjelentetését és a nyilvánosabb oroszországi szocialista csoportok létrehozását tartotta. Ekkor jelent meg Julij Martov, aki a vitákban rávilágított, hogy nem elég intellektuális elemzést adni a kapitalizmusról, hanem be kell vonni a szervezésbe és a forradalom előkészületeibe a munkásosztályt is. A mozgalom két laza frakcióra tagolódott, az „öregekre” (Leninék, az ő beceneve volt ekkoriban az „Öreg”), és az „ifjak” (Martovék), ezek közül az ifjak nyerték a vitákat, így elkezdődött a munkások beszervezése, a forradalmi eszmékre való tanításuk és művelésük, illetve a körükben végzett agitáció. Megalakult a Harci Szövetség a Munkásosztály Felszabadítására, élén egy öttagú, választott bizottsággal. A Harci Szövetség első komoly tevékenysége egy textilgyár dolgozóinak sztrájkja során az anyagi és erkölcsi támogatás, valamint egy a munkásokat támogató brosúra kiadása volt.

#### A szibériai száműzetés
Az egyre hevesebb és határozottabb forradalmi tevékenysége miatt, „felforgatás” vádjával 1895. december 7-én, elvtársaival együtt letartóztatták. Több mint egy évig tartották fogva, körülményei azonban lehetővé tették, hogy folytassa alkotó tevékenységét, publikációin dolgozott. Az egyik legfőbb célja a szociáldemokrata párt létrehozásának előkészítése volt, ezért egy ilyen párt programját vázolta fel. Közben családja az ő megsegítésére és támogatására Moszkvából Pétervárra költözött. Ők vitték Leninnek az ételt és a gyomorproblémái miatt számára előírt ásványvizet. Kommunikálni a személyes találkozásokon kívül levélben tudtak, ami nem okozott problémát; a korábban már kifejlesztett titkosírásrendszer mellett Vlagyimir tejjel írt a papírra, amit felmelegítve olvashatóvá vált az amúgy láthatatlan üzenet. 1897 januárjában a hatóságok a Harci Szövetség többi letartóztatott tagjával együtt három év szibériai száműzetésre ítélték.
Lenin számára engedélyezték, hogy ne gyalog, hanem saját pénzén vasúttal és hajóval utazzon a száműzetése helyszínére. Február 23-án a moszkvai pályaudvarról a családjával együtt indult el, ők egészen Tuláig kísérték. Innen a közép-szibériai Krasznojarszkba ment, ahol két hónapnál is tovább kellett rostokolnia a kemény tél miatt. Mivel még nem dőlt el véglegesen, hol tölti le a három évet, kérvényt írt a hatóságoknak, hogy tartózkodási helyéül a Krasznojarszktól délre fekvő, tűrhetőbb éghajlatú területet határozzák meg. Kérvényét egészségi állapota miatt elfogadták, így az azon a környéken lévő Susenszkoje faluba utazott. Az ezer lakosú falu kényelmes környezetben feküdt, egy erdőktől és hegyektől tarkított vidéken, a Jenyiszej folyó mellett. Saját házat bérelhetett, és minden feltétel adva volt, hogy munkáját folytassa. Ebből a szempontból jóval szerencsésebb volt sok barátjánál, akik észak-szibériai vidékekre kényszerültek távozni.

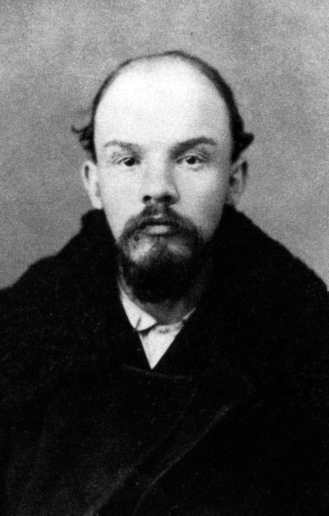
Lenin letartóztatási képe 1895 decemberéből

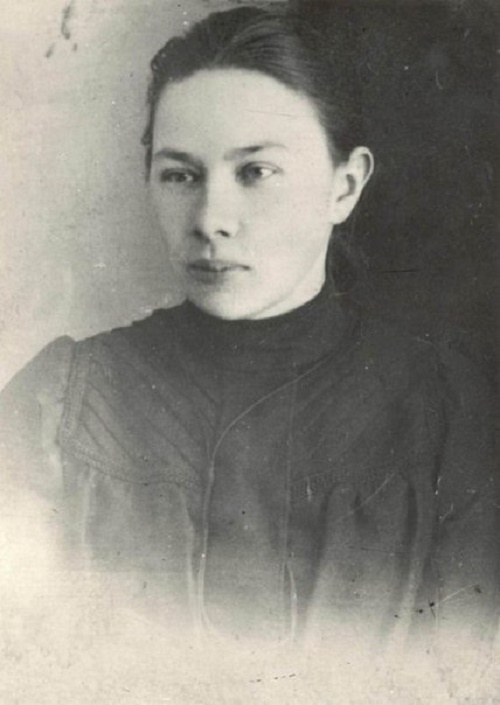
Nagyezsda „Nágya” Krupszkaja portréfotója

1898 januárjában kérvényezte a hatóságoktól, hogy a Harci Szövetség egy Ufában szintén száműzetésben lévő női tagja, Nagyezsda Konsztantyinovna Krupszkaja hozzá költözhessen, ugyanis össze akartak házasodni. Nagyezsda – vagy ahogyan férje hívta őt, „Nágya” – már korábban is valóban jó viszonyt ápolt Leninnel, azonban, hogy milyen érzelmi szálak fűzték őket egymáshoz, azt nem lehet tudni. Marija Alekszandrovna és Anna Iljicsna eleinte nem túlzottan szívelte Nagyezsdát, valószínűleg sérelmezték, hogy egy másik nő férkőzött be a család életébe. Nágya tanítónőnek készült, mielőtt szocialista aktivista lett. Feminista volt ugyan, de később, hogy mindenben segítse férjét, ő végezte a házimunkát, és mozgalmi életében aktívan segítette Lenint, és mint később kiderült, szerette is. A család elvárta volna tőle egy új Uljanov nemzedék megalapítását is, ez azonban nem sikerült a házaspárnak. Vlagyimir menyasszonya édesanyjával, Jelizaveta Vasziljevna Krupszkajával együtt érkezett Susenszkojéba, ám ezelőtt még megszervezte vőlegénye Gazdasági tanulmányok és cikkek című művének publikálását, és egy angol nyelvű munkásmozgalmi mű lefordításának a lehetőségét. Amikor megérkeztek, akkor kezdték el szervezni a házasságkötést. Ez 1898. július 10-én a helybéli templomban egy fiatal pópa jelenlétében, a család távollétében meg is történt. A fiatal ateista pár jegygyűrűjét egy helyi száműzött finn forradalmár kovácsolta vasból.
Ezután kemény munka kezdődött; Vlagyimirnek be kellett fejeznie új művét, így egész álló nap azon dolgozott. Nágya feladata volt a városba járni a szükséges irodalom beszerzéséért. Egyedül vasárnap pihentek, ekkor Lenin szokása szerint sétálni mentek. Vlagyimir végül 1899 áprilisában jelentette meg könyvét A kapitalizmus fejlődése Oroszországban címmel, melyben ötszáznál is több szakirodalomra hivatkozott. Művét Vlagyimir Iljin álnéven publikálta, a szerződés egy pétervári nyomdával 2400 példányról szólt. Művében radikális következtetéseket vont le. Fejtegette a parasztság sorsának kérdését is, illetve azt hangoztatta, hogy Oroszország már egyértelműen a kapitalista fejlődés útjára lépett, melyet már nem lehet megállítani, a kapitalizmusból pedig már egyenesen fog következni a szocializmus. Elvetette továbbá a marxi elméletek revízióját, és szigorúan támadta az ezt hangoztató írásokat.
1900-ban véget ért száműzetése, melynek során kissé lebarnult, egészségi állapota határozottan javult. Jelentős továbbá az ekkor végzett munkássága is. Január 19-én értesítették, hogy elhagyhatja Szibériát, feleségének azonban még nem telt le a száműzetése, ezért neki még vissza kellett térnie Ufába. Lenin saját ideiglenes tartózkodási helyeként a Szentpétervárhoz viszonylag közel lévő Pszkovot jelölte meg, valójában azonban külföldre szándékozott menni, és ezt meg is tette. Egyre nagyobb hírnévre tett ugyanis szert, egy neves enciklopédia már szócikket közölt róla, mint orosz közgazdászról. Miután meglátogatta feleségét Ufában és a családját Podolszkban, május 5-én megkapta útlevelét, a Harci Szövetség sok más tagjával együtt Svájcba emigrált, ahol már várta őt Plehanov csoportja.

#### A „Lenin” név eredete
Legendává vált mozgalmi nevét is ez időtől kezdte használni. A „Lenin” név Uljanov vezetéknév helyetti egyik forradalmi (mozgalmi) álneve volt, ami 1901-ben jelent meg először nyomtatásban. Ennek eredetéről több elmélet is létezik; ő maga soha nem tisztázta, hogy miért választotta ezt a nevet. Valószínűleg a Léna folyóhoz van köze, ahogyan egy másik orosz marxista, Georgij Valentyinovics Plehanov álneve „Volgin” volt, a Volga folyó után. Az elmélet alapján Lenin azért választotta a Léna folyót, mert hosszabb és a Volgával ellenkező irányba folyik, de Lenin abban az időben nem volt Plehanovval ellentétben. Egy másik tézis szerint a Léna folyó melletti száműzetéséhez van köze, de azt is megelőzi a névválasztás. A nyugati antikommunista irodalom gyakran „Nyikolaj Lenin” néven emlegeti, ami az eredeti álnév teljes formája volt, azonban nem így vált ismertté. A „Nyikolajt” feltehetően nagy gyakorisága miatt vette fel.

#### Az első emigráció

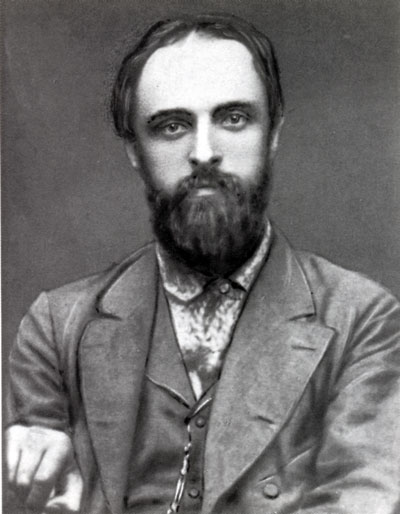
Alekszandr Potreszov

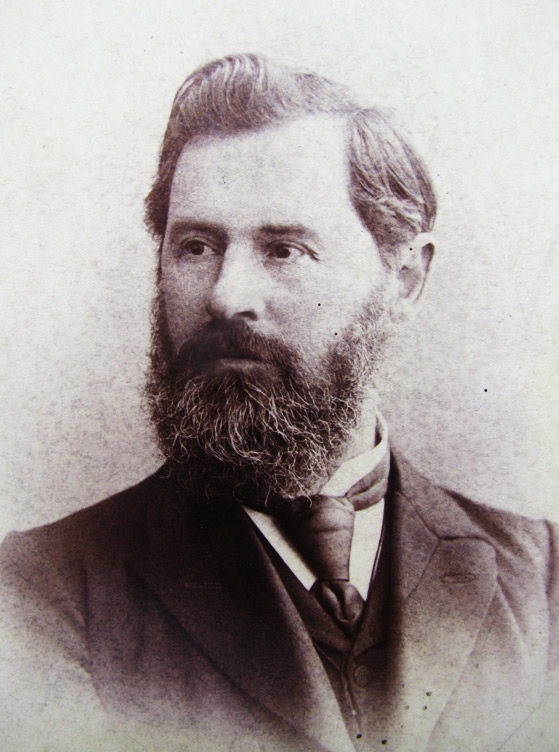
Pavel Akszelrod

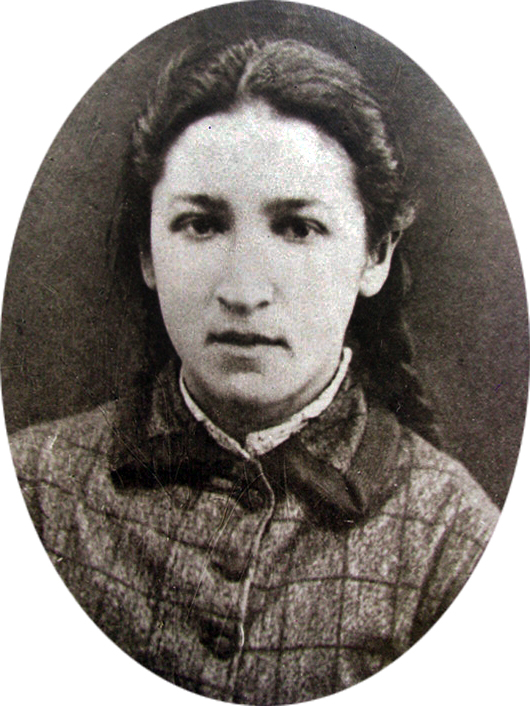
Vera Zaszulics

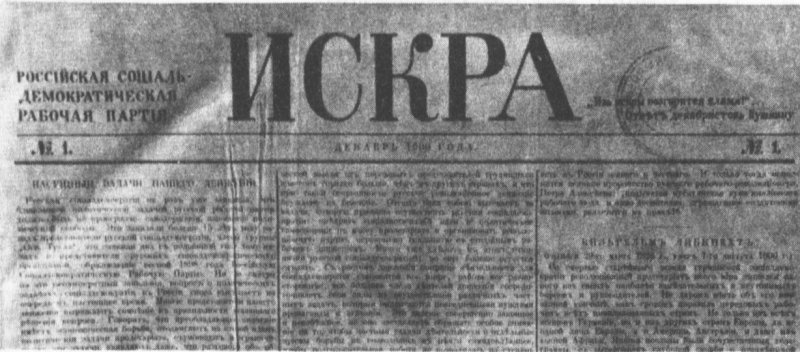
Az Iszkra első száma

Svájcban azonnal munkához látott, legfőbb feladatának egy marxista lap létrehozását tekintette. Ennek segítségével kívánta összehívni a frissen megalakult Oroszországi Szociáldemokrata Munkáspárt 2. kongresszusát (az első, alapító kongresszust ugyanis már két évvel ezelőtt megtartották, akkor azonban még csak néhány ember részvételével). Ezt a szocialista mozgalmon belüli ideológiai széthúzás megszüntetése céljából kívánta megtenni. Erre már csak azért is szükség volt, mert az újabb erők (mint például az eszerek, a kadetek, vagy a liberálisok) megjelenése, megerősödése jelentősen meggyengítette a kommunista erőket.
A svájci emigránsok között régi barátain – Julij Martov, Pavel Akszelrod, Vera Zaszulics – kívül újakkal is megismerkedett, ilyen volt például Alekszandr Potreszov. A lap létrehozása során problémákba ütközött; mivel a folyamatot ő akarta irányítani, összetűzésbe került egyik korábbi példaképével, Plehanovval, aki szintén magának akarta tudni a vezető szerepet. Hosszas viták után végül azonban sikerült megegyezniük, ám ekkorra Lenin már nem tartotta példaképnek a vele igencsak lekezelően bánó Plehanovot.
A lap székhelyéül Münchent választották, ugyanis az összeköttetésben állt számos nagyobb orosz várossal. Lenin így több elvtársával együtt, akik a lap szerkesztőbizottságát alkották, Németországba költözött. Ekkor, 1900 áprilisában járt le felesége száműzetése is, aki édesanyjával együtt csatlakozott hozzá az emigrációban. Lenin a kemény munkája mellett kikapcsolódásként színházba, operába járt, orosz szépirodalmat olvasott Nagyezsdával együtt.
A marxista újság az Iszkra (magyarul Szikra) nevet kapta,  első száma még csak néhány száz példányban jelent meg, orosz támogatással. Ennek szerkesztőbizottságában az említett forradalmárok vettek részt, ám a fő hang már kétségtelenül Leniné volt. Kezdett követőket szerezni a mozgalmon belül, és hamarosan jelentős kihívója lett a korábbi vezetőnek. A lap szerkesztésén kívül is rengeteg munkát végzett, szinte egész nap dolgozott, új művét a Mi a teendő?-t írva. Ebben a leendő pártszervezés kérdése kapta a legnagyobb szerepet. A brosúra főbb kitételei a következők voltak:
- Titkos marxista pártot kell létrehozni, a titkosrendőrség közbelépésének elkerülése végett.
- Egy tökéletesen centralizált, fegyelmezett, központosított emigráns párt a legideálisabb, a lehető legprecízebb szervezéssel, ahol mindenki egy pártszervezetnek van alárendelve.
- Egységes ideológia és program létrehozása, a többi mozgalomtól való határozott elkülönülés.

Bár a mű (melyet N. Leninként adott ki) kevés konkrét részletet tartalmazott, mégis heves viták tárgya lett az emigránsok körében. Ez szerzett tényleges hírnevet Uljanovnak, és ekkor lett híres Lenin álneve is, ettől kezdve mindenki így ismerte. Sok támadás is érte azonban, ugyanis marxista-agrárszocialistának tartották, mert elismerően szólt az utóbbiak vezetőiről, és mert oly keményen foglalkoztatta a szervezés, szervezeti kérdés (később viszont ellenfelei is belátták, hogy erre igenis nagy szükség volt). A művel Lenin ténylegesen Plehanov riválisa lett. Ugyanis a mozgalom sok ifjú résztvevője rajongója lett Uljanov nyers, ugyanakkor megnyerő, egyenes, erős forradalmi stílusának. Ők már tanácskozni is eljártak hozzá, és vezetőjükként tekintettek rá, holott az hivatalosan még nem ő volt. Lassan kezdett a marxista mozgalom két részre válni, a támogatóira és a mérsékeltebb stílusú ellenzőire.
Ekkor egy új problémával állt elő; itt az ideje megírni a pártprogramot, azt közzétenni az Iszkrában, és ezáltal előkészíteni a második kongresszust. A program megírásával Plehanovot bízta meg, aki más teendői miatt csak 1901 január elején lett kész a tervezettel. Ezt Lenin – a szerzőjét megbírálva – alaposan átírta, így az jóval radikálisabb hangvételű lett. A legfontosabb módosítás a proletariátus diktatúrája szóösszetétel bekerülése, a fontosságának hangoztatása lett, amihez Uljanov nagyon ragaszkodott. Továbbá a parasztoktól korábban elvett és a nemességnek átadott földeket visszaszolgáltatta volna eredeti tulajdonosainak, ezzel kedvezve a földműves rétegeknek is.
A kongresszus előkészületei már javában folytak, Lenin pedig azon fáradozott, hogy minél kevesebb olyan személy vegyen részt az összejövetelen, aki nem szimpatizál az Iszkrával. Ezt a hozzá mindenképpen hűséges elvtársai (legjobb barátai, illetve a szintén a forradalmárokhoz csatlakozó fiatalabb testvérei) segítségével sikerült elérnie; ezen felül ellenzői is kénytelenek voltak ebben egyetérteni vele, mivel ez értelemszerűen nekik is fontos érdekük volt.
1903-tól, a mensevikekkel való szakítás után a párt bolsevik frakcióját vezette. A szakítást részben a Mi a teendő? (oroszul Что делать?) című röpirata okozta. Ebben a műben Lenin leírta, hogy a munkásosztály nem eléggé öntudatos, nem ismeri saját igazi érdekeit és könnyen össze is zavarodik, ezért a munkáshatalmat kívülről kell megteremteni. Ezt a feladatot pedig nem a munkások, hanem a munkásság érdekében küzdő értelmiségiek, a hivatásos forradalmárok látják el, akik egy totálisan centralizált élcsapatot, a kommunista párt nevű szerveződést hozzák létre. Végül is főleg ez okozta a szakadást a munkásmozgalomban, és így tértek külön útra a Lenint elutasító szocialisták, szociáldemokraták és a totális lenini eszmét elfogadó kommunisták.
1903 után a bolsevikokat a jakobinusok utódainak tekintette, amiért Trockij és Akszelrod többször támadta. A mensevikekkel szemben az orosz kapitalizmus sajátos jellegét emelte ki, a narodnyikokkal szemben pedig a kapitalizmus fejlődésének egyetemességét. Filozófiai jártassága miatt fogalmilag differenciáltan tudta kifejteni politikai álláspontját. Az 1905-ös forradalom hírére visszautazott Oroszországba. A forradalom alapvető feltételeivel már akkor körvonalazódtak előtte: a munkás- és parasztmozgalmak összekapcsolódása, a fegyveres felkelés, a szovjetek mint a munkás-önigazgatás intézményei, nemzetközi jellegű forradalom. Azaz, a forradalom Oroszországban kezdődik, de a fejlettebb nyugati kapitalista országok fejezik be.

#### A második emigráció

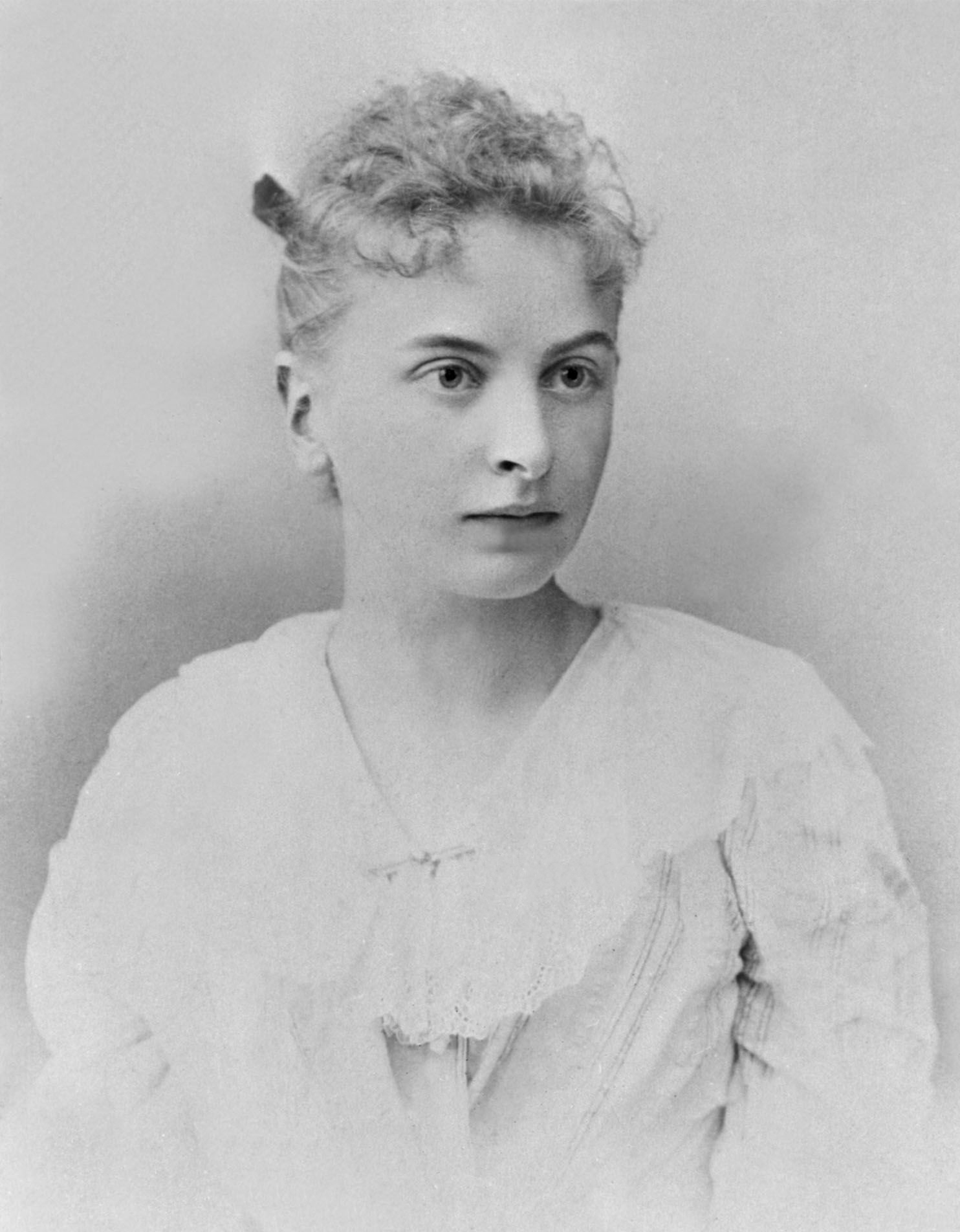
Inessa Armand, akivel Lenin 1915-ben Párizsban találkozott majd a szeretője lett, később a központi bizottság női szekciójának elnöke volt

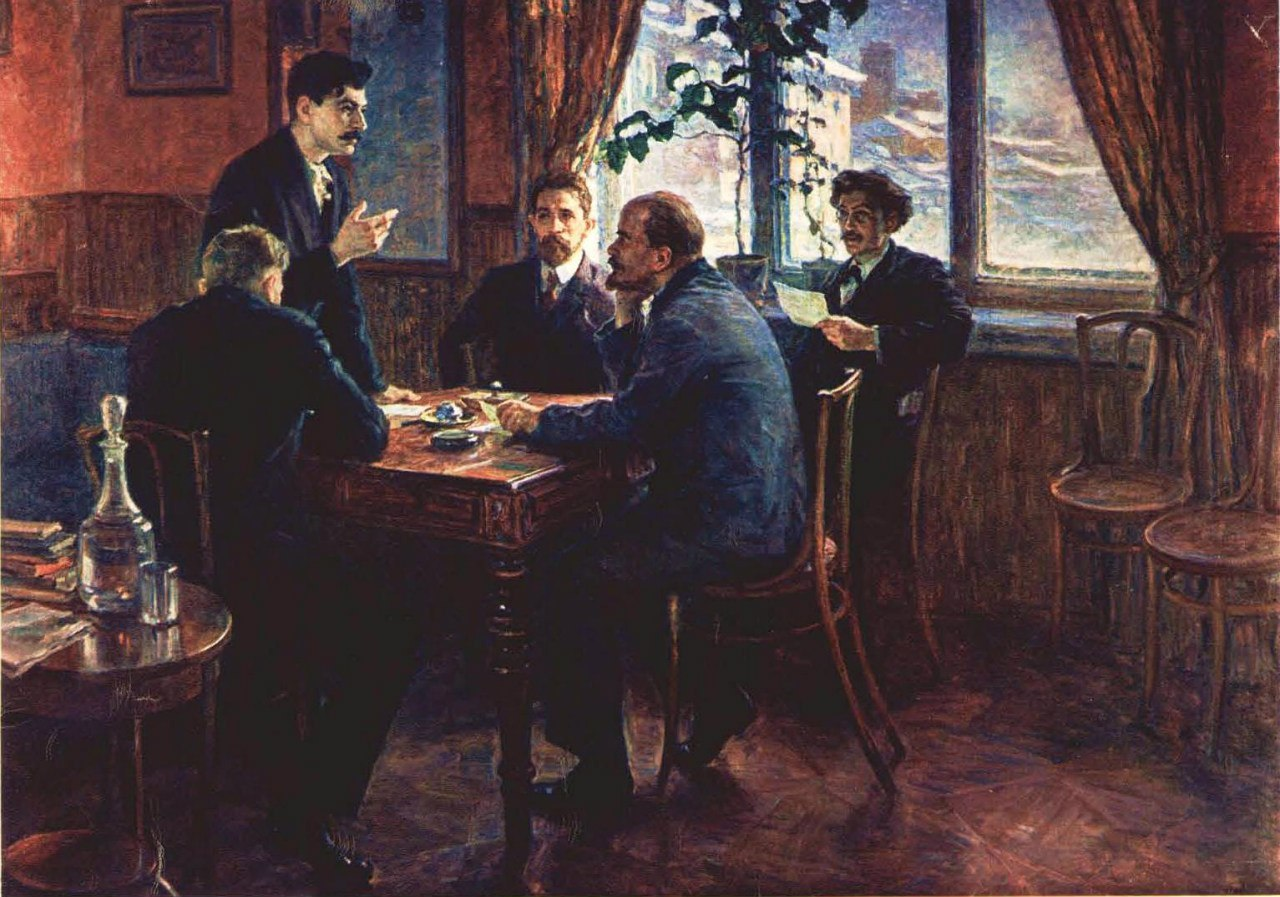
Lenin Tamperében 1906-ban találkozott Joszif Visszarionovics Sztálinnal egy kommunista gyűlésen

1906-ban beválasztották az elnökségbe. 1907-ben a cári Oroszország Finn Nagyhercegségébe menekült biztonsági okokból. Ezek után folytatta európai útját, sok szocialista összejövetelen és akción vett részt, többek között a prágai pártkonferencián 1912-ben és a zimmerwaldi konferencián 1915-ben. Párizsban találkozott az Oroszországból érkezett Inessa Armanddal, aki később a szeretője lett.
Lenin több ponton továbbfejlesztette, pontosította, illetve a gyakorlathoz alkalmazta a marxizmust. Fontosabb új eszméi e tekintetben:
- A kommunista párt döntő szerepe a kommunizmushoz vezető út során. Az eredeti marxi állásponthoz képest, amely szerint a kapitalizmus megdöntése után a folyamatok maguktól mennek tovább a kommunista társadalom felé, Lenin úgy vélte, a szubjektív emberi tényező igen fontos. Egy ideológiailag felvértezett kisebbség (a párt) képes arra, hogy elősegítse a kommunizmushoz vezető úthoz szükséges társadalmi változásokat.
- A kapitalizmus világméretű megdöntése nem a legfejlettebb kapitalista államokban kell, hogy kezdődjön, hanem éppen ellenkezőleg, a kapitalizmus leggyengébb pontjain, az iparilag kevésbé fejlett kapitalista államokban.
- A munkásosztály mellett a szegényparasztság is a forradalomban részt vevő osztály. Az iparilag fejletlenebb országokban a kis létszámú munkásosztályt a szegényparasztság egészíti ki, így elegendő mértékű munkásosztály nélkül is lehetséges a proletárdiktatúra.
- A 20. század eleji imperializmusnak a kapitalizmus utolsó lépcsőfokaként való felfogása.[2]

Az 1900-ban kezdődött száműzetései embert próbáló időszakok voltak Lenin életében. Nagyon sok barátot elveszített közben és sokszor nyomorgott. Egy állandó támasza volt, felesége Nagyezsda Krupszkaja, aki még az Inessa Armandhoz fűződő viszony ellenére is férje mellett maradt. Krupszkaja egyébként sokat segített a pártmunka szervezésében, tudott leveleket rejtjelezni és dekódolni. Azonban sok éven át nagyon beteg volt, és csak 1913-ban Krakkóban derült ki, hogy pajzsmirigy-gyulladástól szenved. A Lenin házaspár emiatt egy svájci klinikára utazott, ahol Krupszkaját a legjobb szakorvosok kezelték. Állapota javult is, de valószínűleg ez a betegség eredményezte azt, hogy örökre meddővé vált és nem lehetett a házaspárnak gyereke.

### A forradalom

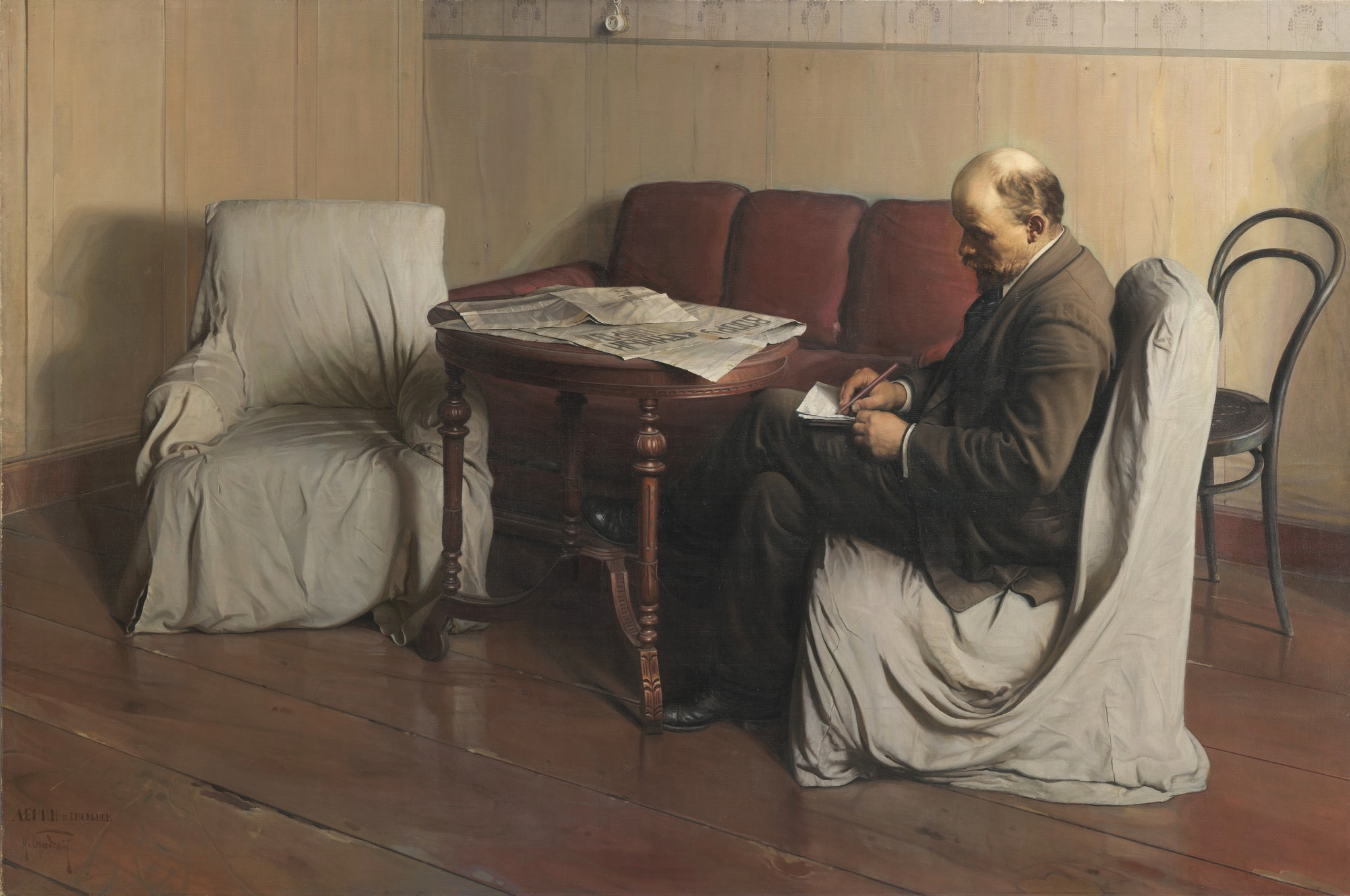
Iszaak Izrailevics Brodszkij: Lenin a Szmolnijban 1917-ben

Az első világháború idején felesége miatt is, de jórészt a semleges Svájcban tartózkodott. A háborút imperialista küzdelemnek bélyegezte, álláspontja szerint – amit a bolsevikok többsége osztott – valamennyi hadviselő ország munkásainak a saját kormányuk ellen kellene fordítania a fegyverét. Ettől eltekintve az OSZDMP az annexió nélküli azonnali békekötés programját hirdette.
A februári forradalmat követően 1917 áprilisában Lenin hazatért Petrográdba. Németország, hogy gyengítse a továbbra is háborúban álló Oroszországot, engedélyezte számára Svédország felé az átutazást, de hogy utazás közben ne fejthessen ki háborúellenes propagandát, csak lepecsételt vagonban tehette meg az utat. A megállapodás miatt Lenint később sokszor hazaárulással vádolták, ami azonban a bolsevik célkitűzések meg nem értéséről tanúskodik. Lenin és társai nem a németek győzelmét kívánták elősegíteni, hanem valamennyi hadviselő fél vereségét – a forradalommal szemben. Két elkülönített vasúti kocsi állt a 33 utas (köztük 19 bolsevik) rendelkezésére. A kompon való átkelés után, a Trelleborg–Malmö–Stockholm–Tornio–Bjelo–Osztrov útvonalon április 16-án este, angol tisztek kíséretében érkeztek meg Szentpétervárra.

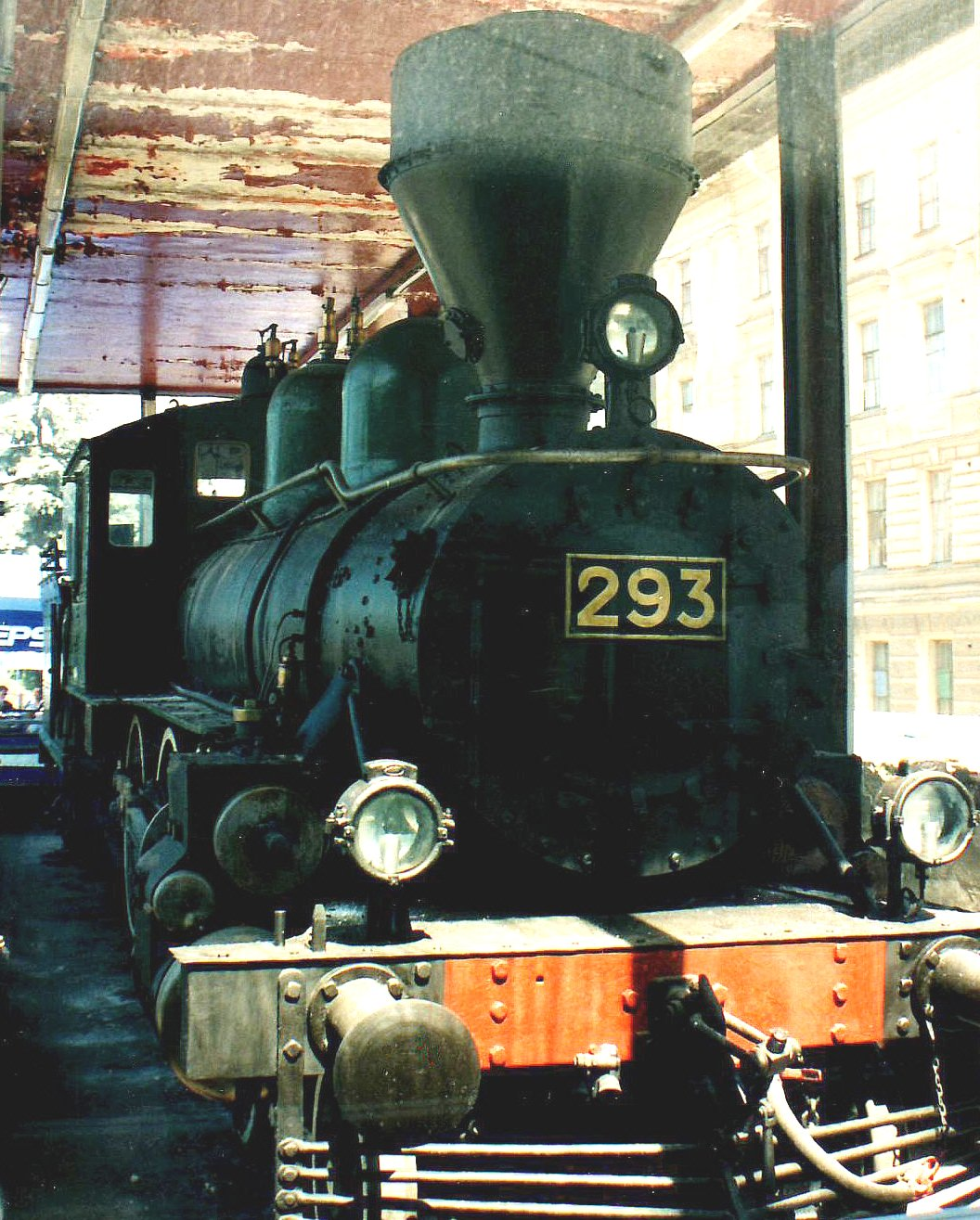
Lenint és kíséretét szállító vonat mozdonya, amellyel a szentpétervári Finnlandi pályaudvarra érkezett 1917 áprilisában

Hazatérése után meghirdette a forradalom folytatását (permanens forradalom) és Lvov herceg majd Kerenszkij kormányának megbuktatását, hogy a hatalmat az (akkor egyébként még mensevik többségű) munkás- és katonatanácsok (szovjetek) vegyék át (áprilisi tézisek). Programját kezdetben a többi bolsevik vezető sem osztotta, úgy ítélték meg, hogy hosszú külföldi tartózkodása alatt elszakadt az orosz valóságtól. Heves viták során meggyőzte őket, és júniusra elfogadták álláspontját.
1917 júliusában a szovjetválasztásokkal egy időben a bolsevikok puccskísérletet hajtottak végre, amit azonban a Kerenszkij-kormány sikerrel meghiúsított, és a bolsevik párt illegalitásba kényszerült. Lenin Finnországba menekült, itt írta Állam és forradalom című könyvét, amiben – részben Marxnak a francia kommünről írt írásaira támaszkodva, részben őt kiegészítve – kifejtette a forradalmi hatalomátvétel legfőbb elveit. Kapcsolata a párt többi vezetőjével mindvégig megmaradt. 1917 augusztusában Kornyilov tábornok levert monarchista puccskísérletét követően pártja működését ismét engedélyezték, de a vele szemben kiadott elfogatóparancs továbbra is érvényben maradt. Őszre, érzékelve az erőviszonyok megváltoztatását és Kerenszkij kormányának végletes meggyengülését, több levélben szenvedélyes hangon követelte a hatalom fegyveres átvételét. A párt többi vezetője – elsősorban Zinovjev és Kamenyev – nem osztották álláspontját, így erre csak akkor került sor, amikor titokban visszatért Petrográdba. 1917. november 7-én (a Julián naptár szerint október 25-én, innen az októberi forradalom elnevezés) és 8-án a Vörös Gárda elfoglalta Petrográd stratégiai pontjait, és bejelentették, hogy a hatalmat az Összoroszországi Szovjetek Tanácsa vette át. A minisztereket letartóztatták, de Kerenszkijnek sikerült elmenekülnie.
1917. november 8-án Lenint az új kormány, a Népbiztosok Tanácsának elnökévé választották a szovjetek összoroszországi kongresszusán. Keményen kezdett neki a kommunista társadalom megalakításának, minden ellenállást le akart törni. Első intézkedései a földosztásról és a békéről szóló dekrétum kiadása volt, amivel jelentős támogatói bázist teremtett az új kormány számára.
A Breszt-Litovszkban megkezdett tárgyalásokon átadott német békefeltételek azonban a vártnál is keményebbek voltak, Lenin ennek ellenére amellett érvelt, hogy Oroszországnak bármi áron azonnal békét kell kötnie. Más bolsevik vezetők, többek között Buharin, Kamenyev és Zinovjev a háború folytatását támogatták, hogy Németországban forradalmat robbantsanak ki. Trockij, aki a béketárgyalásokat vezette, egy középutas megoldást támogatott, egyoldalúan bejelentette a háború végét és elutazott Breszt-Litovszkból. A tárgyalások kudarca után Németország inváziót kezdett, ami Oroszország nyugati részén tetemes területek elvesztésével járt. Oroszország végül 1918 márciusában aláírta a breszt-litovszki békét, a korábbinál is előnytelenebb feltételek mellett.
December 6-án Finnország kikiáltotta függetlenségét, amit az Oroszországi Szovjetek Tanácsa december 18-án írt alá.

### Az intervenció és polgárháború

Lenin beszéde és az ujjongó tömeg

Eközben Oroszországban polgárháború zajlott. Politikai szervezetek, mozgalmak és támogatóik sokasága fegyvert fogott, hogy a szovjet kormányt támogassa, vagy megdöntse. Bár sok különböző frakció vett részt ebben, a két fő erő a kommunista Vörös Hadsereg és a monarchista fehérek. Külső országok, mint például Franciaország, Nagy-Britannia, USA, Japán szintén beavatkoztak a fehérek oldalán. Végül a Vörös Hadsereg a hadikommunizmus (ennek lényege az volt, hogy a teljes termelést a hadseregre fordították az ipar szocializálása közben) bevezetésével megnyerte a háborút, hiszen 1920 körül a fehérek és szövetségeseik haderejét lényegében megsemmisítették, bár ezek után is folytattak még kisebb fegyveres erők ellenállást.
1919 utolsó hónapjaiban a fehérek elleni sikerek arról győzték meg Lenint, hogy a forradalmat nyugat felé kell terjeszteni, ha szükséges, erővel is. Amikor az újonnan megalakult Második Lengyel Köztársaság a keleti területeit kezdte elfoglalni, amelyet Oroszország a 18. század végén Lengyelország felosztásánál szerzett, bolsevik erőkkel ütköztek össze a terület birtoklásáért. Ez vezetett az 1919-es lengyel–szovjet háború kitöréséhez. A Bajor Tanácsköztársaság megalakulásával és a kommunista Spartakus-szövetség (Spartakusbund) felemelkedésével, Lenin alkalmasnak látta az időt, hogy „Európát a vörös hadsereg bajonettjével próba alá tegye”, és a nyugati kommunista mozgalmakat fegyveresen is támogassa. Ez időben jutott hatalomra Magyarországon a Tanácsköztársaság is, amelynek vezetői szovjet segítséget vártak. Azonban a Vörös Hadsereg veresége a lengyel–szovjet háborúban lehetetlenné tette e terveket, és Lenin is megértette, hogy az európai forradalom nem egyből következik be.

### Az államépítés

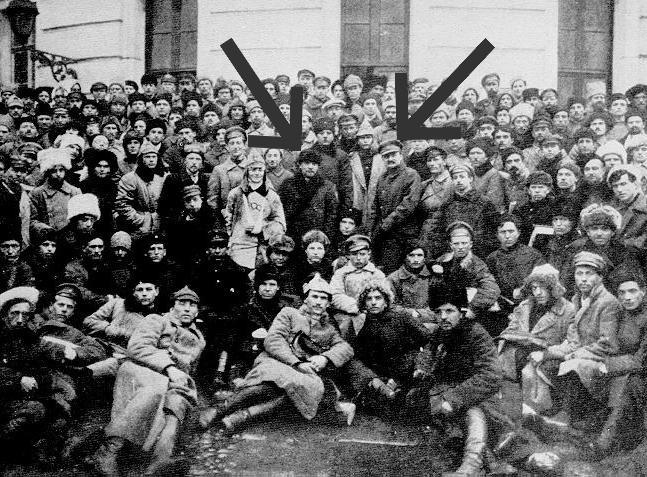
Lenin Trockijjal és katonákkal 1921-ben, Szentpétervárott. A képet később többször is manipulálták, ahogy Sztálin egyre több és több régi vezetővel került összetűzésbe. Amikor Trockij kegyvesztett lett, az összes olyan képről (köztük erről is) kiretusálták, ahol Leninnel, vagy más szovjet vezérrel közösen szerepelt

1918 januárjában egy napi ülésezés után Lenin utasítására feloszlatták és megszüntették az alkotmányozó nemzetgyűlést. 1918. február és június között államosították a bankokat és a nagyipart. Lenin több írásában „idiotizmusnak” nevezte a parlamentáris demokráciát és annak szisztémáját. A demokratikus gyakorlat pártján álló Alkotmányos Demokrata Pártot (kadetok) feloszlattatta. Ettől kezdve csak a bolsevik és a bolsevikokat addig támogató Szociálforradalmár Párt kisebbik szárnya, a baloldali eszerek működhetett legálisan.
1918. július 6-án a baloldali eszerek államcsínyt hajtottak végre, körülzárták a Kremlt, és ultimátumot küldtek Leninnek, a bolsevik párton kívüli baloldali erők legalizálása, a szovjetek (tanácsok) demokratizálása követelésével. A Kreml telefonjait nem kapcsolták ki, Lenin néhány közeli munkatársa (Sztálin, Zinovjev) segítségével a bolsevik kisebbség így sikeresen mozgósította a Moszkva környékén állomásozó lett lövészeket, amely szétverte a blokádot. Lenin másnap betiltotta a baloldali eszer pártot.
1918. augusztus 30-án a baloldali eszerekkel kapcsolatban álló forradalmár, Fanni Kaplan több lövést adott le Leninre, aki súlyosan, életveszélyesen megsebesült. A merénylőt azonnal kivégezték, másnap elrendelték a „vörös terrort”.
A háborúk hosszú évei megszedték áldozataikat Oroszországban, és az ország nagy része romokban hevert. A húszas évek legelején épült ki az első nagy orosz kényszermunkatábor az Fehér-tenger Szoloveckij-szigetek nevű pontján, ahol a cári rendszer visszaállításának hívei mellett mensevikek, alkotmányos demokraták és eszerek, valamint kulákok, vagyis a gazdag földbirtokosok raboskodtak. 1921 márciusában Lenin a hadikommunizmus tervét az Új Gazdasági Tervvel (NEP) váltotta fel, hogy újra felépítse az ipart és a mezőgazdaságot. De ugyanebben az évben verték le a kronstadti tengerészek felkelését is, aminek egyik fő célja és jelszava volt a „szovjeteket bolsevikok nélkül”.

### Halála és az utódlási harc

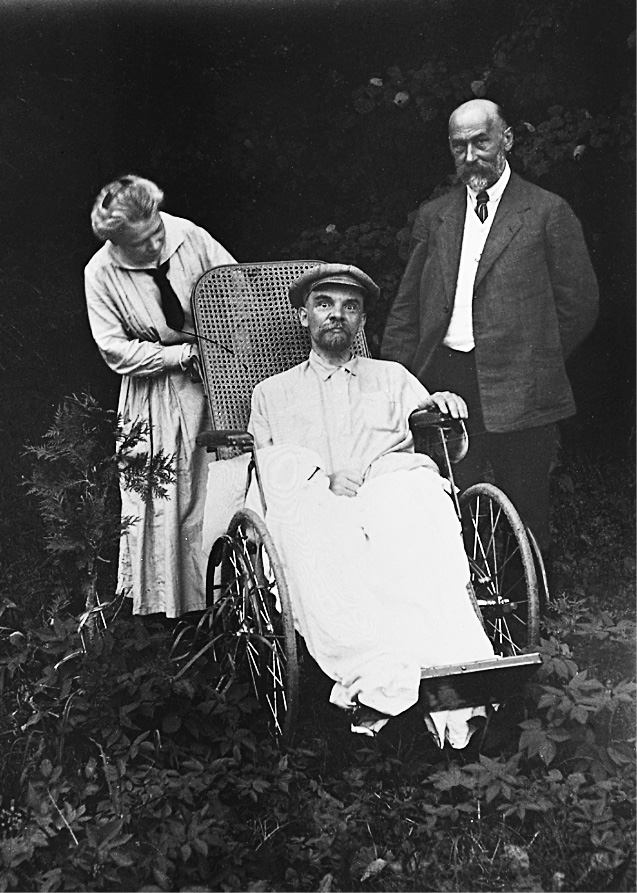
Lenin agyvérzése miatt mozgásképtelenül 1923-ban, az ápolói között

Lenin egészségét alaposan megviselte a forradalom és a polgárháború. Az ellene korábban elkövetett merénylet szintén komolyan hozzájárult egészségi problémáihoz. A golyó még mindig a nyakában volt, túl közel a gerincéhez és ahhoz, hogy a kor orvosi technikájával sikeresen eltávolítsák. 1922 májusában kapott először agyvérzést, ekkor részben megbénult a bal oldalán, s ez jelentősen korlátozta munkaképességében. Ugyanezen év decemberében következett be második agyvérzése, ekkor búcsút kellett mondania az aktív politikai életnek, bár a Népbiztosok Tanácsának továbbra is elnöke maradt. 1923 márciusában érte a harmadik agyvérzés, ami után már nem tudott többé beszélni sem.
Lenin 1924. január 21-én halt meg, a hivatalos jelentés egy negyedik agyvérzést jelölt meg a halál okaként. Ugyanakkor az őt kezelő 27 orvos közül csak nyolc írta alá a boncolási jegyzőkönyv eme megállapítását, emiatt sok elmélet született a haláláról.
Több kutató jutott arra a következtetésre, hogy halála oka végső soron fiatalkorában, Párizsban szerzett szifilisze volt. Erre utal pl. az akkoriban kizárólag erre használt Salvarsan-kezelése.
Első agyvérzése után Lenin még számos cikket jelentetett meg, amelyekben felvázolta a kormány jövőbeli irányelveit. Ezek egyike Lenin úgynevezett Politikai végrendelete (Levél a kongresszushoz), amely többek között kritizálta Sztálint és Trockijt. Sztálinról – aki 1922 óta a Párt főtitkára volt, de ez akkor még elvileg nem volt első számú hatalmi pozíció – Lenin azt írta, hogy a kezébe „korlátlan hatalom került”, és azt javasolta, hogy „az elvtársaknak gondolkodniuk kell azon, hogy eltávolítsák Sztálint erről a posztról”. Lenin felesége május 18-án átadta e levelet a Központi Bizottságnak, a testület azonban május 24-én úgy döntött, hogy azt nem lehet felolvasni és sokszorosítani, csak a kongresszusra érkező küldöttekkel csoportonként ismertetni. Az ülésen e döntés érdekében Sztálin fogadkozott, hogy megváltozik.

### A gyászszertartás

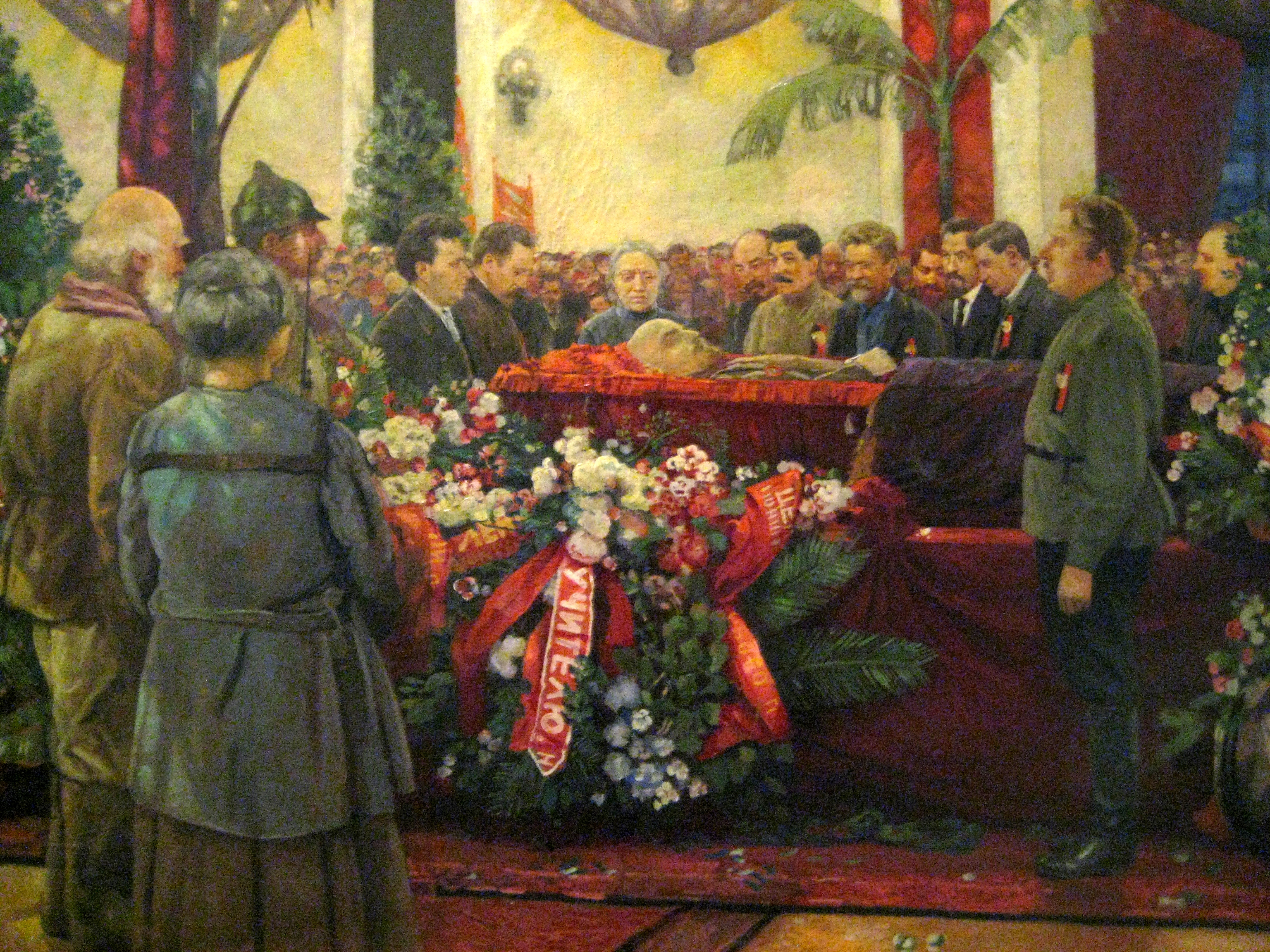
Iszaak Brodszkij: Lenin ravatala

Lenin halálát egy nappal később a szovjet kormányzat vezetője Mihail Kalinyin könnyeivel küszködve jelentette be. Közben orvosai megkezdték testének preparálását és felkészítését arra, hogy Moszkvába lehessen szállítani. A halotti menetet már a vasúti szállításkor is tömegek kísérték. Moszkvába érkezés után a Paveleckij pályaudvarról koporsóját kézben vitték közvetlen harcostársai a Szakszervezeti Székházba, ahol felravatalozták. Négy napon keresztül milliós nagyságrendben özönlöttek az emberek, hogy leróják a kegyeletüket.
Lenint a párizsi kommün egy fennmaradt zászlajába göngyölték, utalásképpen a proletárdiktatúrának a kommünnel vállalt közösségére. Január 27-én gyászzene kísérettel vitték át a Vörös térre, ahol beszédek sora hangzott el, majd egy kriptába helyezték. A Szovjetek Össz-szövetségi Kongresszusa, amely abban az évben január 26. és február 2. között tartotta ülését, tiszteletére Petrográdot Leningrádnak nevezte át.
Később átkerült a felépített Lenin-mauzóleumba, ahol bebalzsamozott testét a mai napig őrzik. Egy 2012-ben készített online felmérés válaszadóinak 48% szeretné, ha végleg eltemetnék Lenint. Az orosz társadalom és a politikusok is megosztottak ez ügyben, így döntés még nem született, mi legyen további sorsa, pedig családja elejétől fogva azt kérte, hogy temessék el. Rendre újra felvetődik a kérdés, melyet erős baloldali tiltakozások hatására végül levesznek a napirendről. Muhammedgali Huzin összorosz iszlám egyházfő szerint, ha a kommunistáknak ennyire fontos, hogy maradjon Lenin balzsamozott teste a Vörös téren, akkor a továbbiakban a felmerülő költségeket is vállalják át ők.

## Emlékezete

### Lenin-kultusz
Az 1924. január 27-i temetéssel – a moszkvai Vörös téren – elkezdődött Lenin kultuszának kialakulása. A Politikai Bizottság elrendelte a holttestének balzsamozását és kiállítását. Az eredeti faépület helyét később a mai Lenin-mauzóleum vette át a Kreml fala előtt. Bár felesége, Nagyezsda Krupszkaja az intézkedéseket elutasítóan fogadta, mégis „szorgosan propagálta a Leninről mint tökéletes forradalmárról, gondolkodóról és férjről alkotott képet” (Robert Service). Sztálin és mások is sokat tettek azért, hogy Lenin Marx és Engels egyenrangú követőjeként, mértékadó gondolkodóként maradjon meg az utókornak. Elkendőzték azt a tényt, hogy Lenin orosz nemességgel rendelkező, vagyonos ősöktől származott, de arról is hallgattak, hogy nem csak orosz származású volt és azt sem propagálták, hogy a paraszt-szocialisták terrorjával szimpatizált. Ugyanígy például említés sem eshetett magánéletéről és Inessa Armandhoz fűződő intim viszonyáról.
Mivel Lenint különleges zseninek tartották és többen úgy vélték talán ennek nyoma lehet Lenin agyában, ezért azt kutatók – köztük Oskar Vogt német agykutató – vették vizsgálat alá. 1941 júniusában és júliusában Lenin múmiáját titkos akció keretében, különvonattal Tyumenybe szállították el. Az őrségváltást az üres moszkvai mauzóleum előtt változatlanul fenntartották, az úgynevezett első számú őrhely 1945 tavaszáig mind Tyumenyben, mind Moszkvában létezett. A moszkvai mauzóleumot ebben az időszakban senki nem látogathatta. Előbb egyenruhában balzsamozták be Lenin holttestét, később mégis öltönyre cserélték ezt le. A holttest balzsamozásához használt agresszív vegyi anyagok miatt az öltönyt tízévenként váltani kellett. Még ma is látogatható Lenin holtteste a Lenin-mauzóleumban, mely előtt rendszeresen hosszú sorban várnak az emberek. Nagyon sokan meglátogatták már a mauzóleumot, 1979-ig 90 millió embert számoltak.
A létező szocializmus időszakában Lenin szerepe a politikai vezéregyéniség lett, ezért sok országban a tiszteletére emlékműveket állítottak. Róla kapta a leninizmus tana a nevét. Lenin 1924. évi halálát követően a Szovjetunióban kifejlesztették az úgynevezett marxizmus–leninizmust, mint új világnézetet. Leninnek köszönhetően a férfi Vladlen, Vlagyilen, a női Vlagyilena és más hozzá kapcsolódó személynevek is elterjedtté váltak. Emellett városok is felvették a nevét: 1924–1991 között Szentpétervár viselte a Leningrád nevet, 1924-től 1990-ig Gjumri városának volt Leninakan a neve, valamint 1939 és 1992 között Hudzsand viselte a Leninabad elnevezést. 1970-től 1991-ig a magyarországi Tiszaújváros is a Leninváros nevet viselte. A szocialista országokban utcák, közterek és intézmények hada vette fel a nevét, dalokat írtak róla és a Pamír hegység negyedik legmagasabb pontja, a Lenin-csúcs (vagy Ibn Szína-csúcs) is róla lett elnevezve. A Lenin holttestét Gorkiból Moszkvába szállító vonat is múzeumi tárgy, mely szintén része lett a szovjet emlékezetnek.

### Lenin és a terror
Lenin alig hét évvel az októberi forradalom után létrehozta az első munkás-paraszt államot és így ő volt az, aki a szocializmust Oroszországban bevezette. Ennek során a polgárháborúban élő orosz társadalom átalakítása érdekében a francia forradalomból átvették a terror eszközét a vörösterror formájában. Lenin a terrort mint politikai eszközt a polgárháborúban teljes mértékben helyeselte és ennek alkalmazását több alkalommal még a párton belüli ellenvetések dacára is megkövetelte. Ugyanakkor az orosz társadalom vallásos hagyományaival kapcsolatban óvatosságra intette a követőit: „A vallásos előítéletek ellen rendkívül óvatosan kell harcolnunk. Sokat ártanak azok, akik a harc hevében megsértik a vallásos érzületet.”.
Az oroszországi polgárháború során emberek milliói váltak a vörös- illetve a fehérterror áldozatává. Sok történész erősen bírálja amiatt Lenint, hogy soha nem sajnálkozott a vörösterror áldozatai miatt.
Lenin 1918-ban a következőket írta:
Az angol burzsoák elfeledték a maguk 1649-ét, a franciák pedig a maguk 1793-át. A terror helyes és jogos volt, amíg a burzsoázia a feudális urak ellen a saját érdekében alkalmazta. A terror azonban szörnyű és bűnös lett, amint a munkások és parasztok oly mértékben elszemtelenedtek, hogy a burzsoá ellen használták. A terror helyes és jogos volt, amíg arra használták fel, hogy az egyik kizsákmányoló kisebbséget másik kizsákmányoló kisebbségre cseréljék. A terror azonban szörnyű és bűnös lett, amint már arról volt szó, hogy MINDEN kizsákmányoló kisebbséget meg kell dönteni… A nemzetközi imperialista burzsoázia az „ő háborújában” megölt 10 millió embert és másik 20 milliót nyomorékká tett egy olyan háborúban, amelyben annak kellett eldőlnie, hogy az angol vagy a német rabló uralja-e majd az egész világot. Ha a mi háborúnk, az elnyomottak és kizsákmányoltak háborúja az elnyomók és kizsákmányolók ellen minden országban fél, vagy egy millió áldozatot követel, akkor a burzsoázia azt fogja mondani, hogy az ő háborúja jogos, a mi háborúnk viszont bűnös. … A burzsoázia képviselői megértik talán, hogy … a rabszolgatartók [megjegyzés: az USA-ban] uralmának megdöntése megérte az egész országot évekig tartó polgárháborúba sodorni, amely ugyanakkor a rombolás, dúlás és terror – minden egyes háború kísérő jelensége ez – felvállalása is. Most azonban … nem tudják és nem akarják a burzsoázia képviselői és ügyének védői megérteni, hogy a polgárháború szükséges és helyes, hasonlóan a reformszocialistákhoz, akiket a burzsoázia megrémisztett és a forradalomtól félnek.

### A lenini és a sztálini terror közötti folytonosság
Különös figyelem követi a direkt folytonosság kérdését a lenini és a sztálini terror, vagy más megfogalmazásban a sztálinizmus terrorja között. Lenin 1924-ben bekövetkezett halála után a nyugalom periódusa jött a NEP bevezetését követően. Ezután azonban Sztálin még a korábbinál is nagyobb erőszakot hozó intézkedéseket foganatosított. Az 1930-as évek tisztogatási hullámaiban az úgynevezett csisztka idején az 1917. évi forradalom élharcosai, például Buharin, Radek, Kamenyev és Zinovjev váltak a sztálini megalázás tárgyaivá, majd kivégezték őket, amit –  legalábbis a saját párton belül – Sztálinnak az októberi forradalom hagyományaival, valamint Lenin törekvéseivel való szakításaként értékeltek. További szempontokat nyújt Lenin törekvése a népek önrendelkezésére, illetve a sztálinizmus restriktív nemzetiségi politikája közötti különbség, valamint a forradalom szociális vívmányainak részbeni visszavétele. Ezekre figyelemmel nehéz egyenlőségjelet húzni a leninizmus és a sztálinizmus közé.
Ezzel gyökeresen szemben áll az a nagyon elterjedt nézet, hogy Sztálin totális társadalom-modelljének fontos elemei már Leninnél is léteztek anélkül, hogy kettejük között a társadalom formálásánál a terror eszközének alkalmazásában lényegi ellentéteket sikerülne megállapítani. „A sztálini rendszer alapjait nagyrészt már Lenin idejében lerakták.” Történészek, mint Mihail Voszlenszkij és Gunnar Heinsohn azzal vádolják Lenint, hogy a forradalom és a szocialista rend felépítése számtalan áldozatot követelt. Voszlenszkij ezek számát legkevesebb 13 millióra teszi, Heinsohn 4 millióról ír. Számos szerző, köztük Hannah Arendt, Karl Popper, Friedrich August von Hayek és Zbigniew Brzezinski, azzal vádolják Lenint, hogy már a forradalom előkészítésekor az elitér káderpártról alkotott koncepciójával legalábbis megkönnyítette a szovjet rendszer totálissá válását.
Akkor is, ha Lenint követői Marx és Engels után az egyik legfontosabb marxista teoretikusnak és kommunista forradalmárnak tartják, néhány történész szemében ő egyike a múlt század nagy kommunista, bűnöző államférfiainak, Sztálinnal, Mao Ce-tunggal és Pol Pottal egy sorban. Ezeknek az értékeléseknek Lenin pártolói ellentmondanak, mivel szerintük figyelemmel a forradalom és polgárháború kaotikus viszonyaira az áldozatok számát ebben a nagyságrendben képtelenség minden kétséget kizáróan bizonyítani és a polgárháború áldozatait egyébként sem lehet egyedül Lenin tevékenységének a rovására írni.
Ezzel szemben említik meg azt, hogy a bolsevikok számára a háború és a terror nem pusztán eszközként szolgált, hanem már a kezdetektől rendszerük felépítésének elvét képezték, amely elvektől eltekinteni nem tudtak és nem is akartak.
Wolfgang Leonhard német történész véleménye differenciáltabb abban a kulcskérdésben, hogy milyen mértékben helyeselte Lenin a korlátlan politikai terrort. Egyrészt Lenin a polgárháború során támogatta a terrort mint a bolsevikok hatalmának eszközét, és amikor a marxista fogalmakat pontosította, akkor került „az ellenfél elnyomása, a diktatórikus eszközök alkalmazása az ő ‚proletariátus diktatúrája‘ koncepciójának a középpontjába.” A polgárháború utolsó fázisában – tehát már annak vége előtt – azonban Leninnél „jelentős fordulat” volt észrevehető, amely arra irányult, hogy „a terrort és az elnyomó hatalmi szerveket korlátozni kell”, és 1922 márciusában arra a felfogásra vezetett, hogy az „összorosz csekát” „állami, politikai bíróságok” váltsák fel. Összegezve Lenin 1920–1921 között kezdte a Csekát (bolsevik titkosrendőrség), a terrort és a halálbüntetést átmeneti, a polgárháború során alkalmazott harci eszközöknek tekinteni, melyeket a harc befejeztével meg kell szüntetni.
Manfred Hildermeier ebben az összefüggésben úgy látja, hogy a bolsevikok Lenin vezetése alatt 1921 tavaszán, a polgárháború győztes befejezésekor válaszúthoz érkeztek. A politikai erőszakkal kapcsolatban egyre több kétség jelentkezett társadalmon és a párton belül is és ezek egyre hangosabbá lettek. Az 1921. évi kronstadti matrózlázadás azonnali leverését követően a saját bázis részei követelték a „tanács-demokráciához való visszatérést”. Ez nem következett be: „Lenin és Trockij még csak nem is gondoltak arra, hogy október régi ígéreteit betartsák”, ehelyett a Csekát – a csak ideiglenes feloszlatásuk után – a GPU Goszudarsztvennoje Polityicseszkoje Upravlenyije néven ismét megszervezték és ez az erőszakszervezet újra megkapta legfontosabb „felhatalmazásait a deportáláshoz és a halálbüntetéshez”, ezzel „az alapvető deformáltságok”, mint az októberi fordulat és a polgárháború szörnyű öröksége az új államrendben is megjelentek.

## Főbb művei

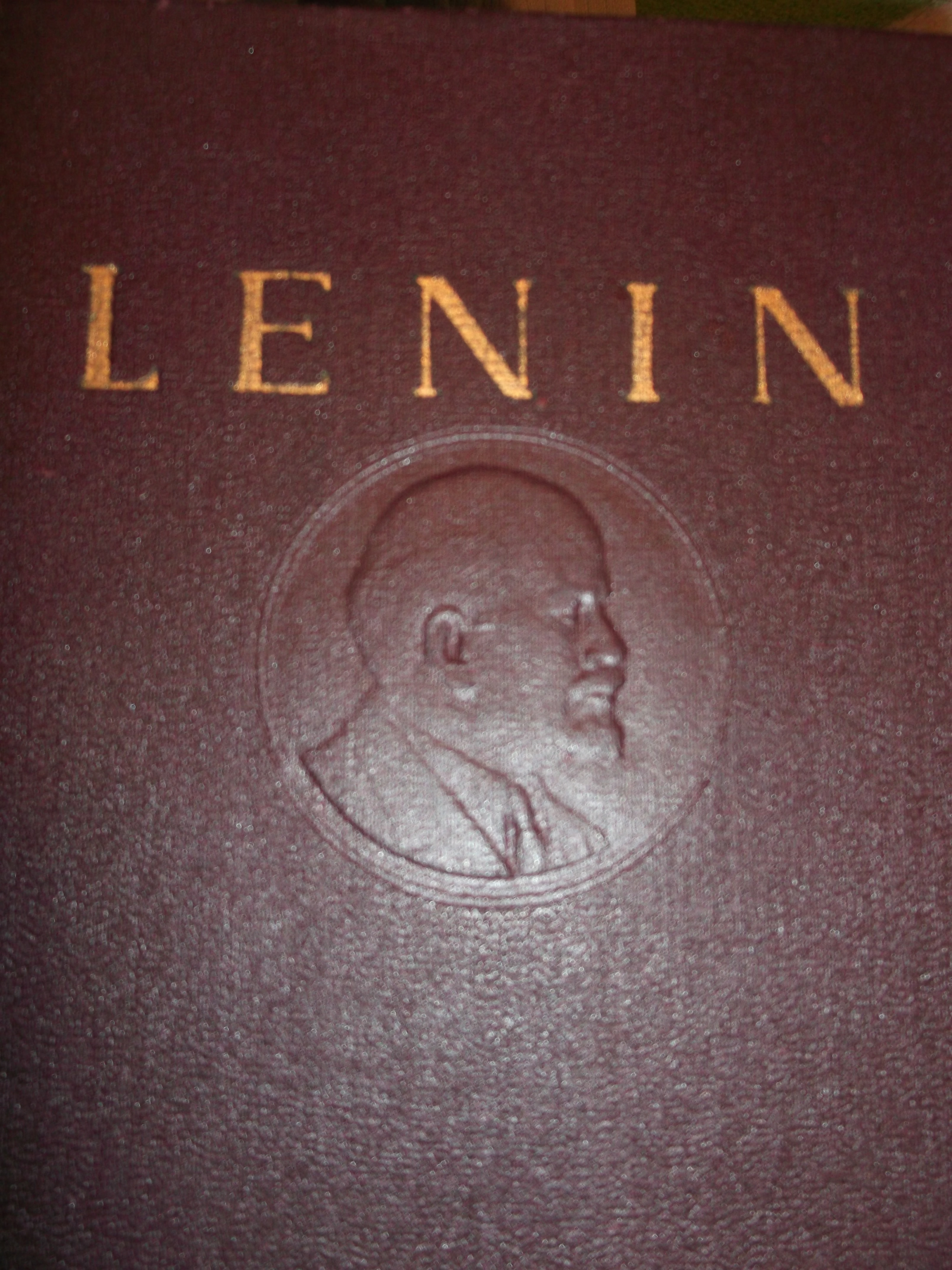
Lenin-kötet borítója

Lenin termékeny politikai teoretikus és filozófus volt, aki írásaiban a proletárforradalom gyakorlati kérdéseivel foglalkozott. Művei röpiratok, cikkek és könyvek, melyeket betegségéig gépírói vagy titkári segítség nélkül maga készített. Oroszországban és azon túl is jelentős levelezést folytatott elvtársaival, szövetségeseivel és barátaival. Életművét 1960–70 között Moszkvában 45 kötetben adták ki.
Lenin halála után a szovjet cenzúra Sztálin és a Központi Bizottság tudtával szelektíven átdolgozta írásait azért, hogy dogmaként állíthassák tévedhetetlenségét. Lenin műveinek ötödik kiadásából (55 kötet, 1958–1965) törölték a Lenin és Sztálin közötti ellentmondásokat és minden olyan részt is, ami kedvezőtlen volt Sztálinra nézve. Richard Pipes lengyel–amerikai történész később megjelentette azokat a leveleket és táviratokat, melyek kimaradtak ebből a kiadásból.
Főbb művei:
- A kapitalizmus fejlődése Oroszországban (1895)
- Filozófiai füzetek (1896)
- Mi a teendő? (1902)
- Materializmus és empiriokriticizmus (1909)
- A proletárforradalom és a renegát Kautsky
- Az imperializmus mint a kapitalizmus legfelsőbb foka (1916)
- Egy lépés előre, két lépés hátra
- Állam és forradalom (1917)
- Baloldaliság – a kommunizmus gyermekbetegsége (1920)
- A szociáldemokrácia két taktikája a demokratikus forradalomban
- Marx, Engels, marxizmus
- Kik azok a „népbarátok” és hogyan hadakoznak a proletárforradalom ellen?
- A szocialista gazdálkodásról
- A szovjet államapparátus munkájáról
- A munkásság és a parasztság szövetsége

## Magyarul megjelent művei
Az alábbi merítés – az OSZK katalógusa nyomán – igyekszik Lenin minden magyarul megjelent művét számba venni (beleértve a brosúrákat, szemelvényes és más szerzőkkel együtt közreadott kiadványokat, ill. a minikönyveket és bibliofil kiadásokat is). A szerző számos kiadványa több címváltozatban jelent meg: legtöbbször eldönthetetlen, hogy egyazon mű újrakiadásáról (netán átdolgozott formában) vagy újabb fordításáról van szó, így ezeket is rendre fölvettük listánkba.
A teljesen azonos címen megjelent kiadványok szerepeltetésének fő oka, hogy a magyar kisebbséggel rendelkező szocialista országok maguk is közreadták Lenin műveit magyarul. Így szovjet-Ukrajnában, Romániában, Csehszlovákiában és Jugoszláviában is számos változat látott napvilágot. Legtöbb esetben a nyomdatermékek fordítóinak nevét nem tüntették föl. Néhány alkalommal (szovjet-Ukrajnában) műveit Uljanov (Lenin családi neve) alatt adták közre.

### 1920 előtt
- Lenin Wladimir kisebb írásai a Kornyilov-kalandtól kezdve az októberi proletár-forradalom kitöréséig; s.n., s.l., s.a.
- Hogyan építsük a pártot. Szervezeti kérdésekről; s.n., s.l., s.a.
- Állam és forradalom; ford. Rudas László; KMP, Budapest, 1919 (Kommunista könyvtár)
- Lenin, Csicserin, Trotzki: Világháború és világforradalom; ford. Hancsók Kálmán; s.n., Budapest, 1919 (Vörös könyvtár)
- Lenin előadása a burzsoa és proletár demokráciáról a 3. Internationale moszkvai kongresszusán; s.n., Budapest, 1919 (Vörös könyvtár)
- A harc útja. Levél a taktikáról. Beszéd a szovjetek harmadik kongresszusán; bev. Kun Béla; Magyarországi Szocialista Párt, Budapest, 1919 (Kommunista könyvtár)
- A polgári demokrácia és a proletárdiktatúra. A kommunista internacionále elvi állásfoglalása a polgári demokrácia és a proletárdiktatúra kérdésében; ford. Hevesi Lajos; Közoktatási Népbiztosság, Budapest, 1919
- Két levél az amerikai munkásokhoz; Közoktatási Népbiztosság, Budapest, 1919
- Lenin elvtárs levele az amerikai proletáriushoz; s.n., Budapest, 1919 (Vörös könyvtár)
- A Szovjethatalom legközelebbi feladatai; Közoktatási Népbiztosság, Budapest, 1919
- Harc a kenyérért. Beszéd; ford. Mikes Lajos; Közoktatási Népbiztosság, Budapest, 1919
- A polgári demokrácia és a proletárdiktatúra. A kommunista internacionále elvi állásfoglalása a polgári demokrácia és a proletárdiktatúra kérdésében; ford. Krejcsi Ágost; Közoktatási Népbiztosság, Budapest, 1919

### 1920–1944
- A harc a diktatúráért; Arbeiterbuchhandlung, Wien, 192? (Munka és tudás könyvtára)
- A világhelyzet és a Kommunista Internacionálé feladatai; Orosz Komunista Párt Magyar Osztályai Központi Irodája, Moszkva, 1920 (Forradalmi írások)
- Gazdálkodás és politika a proletárdiktatúra idején; ford. Rudnyánszky Endre; O. K. P. Magyar Csoportja, Moszkva, 1920 (Forradalmi írások)
- A kommunisták és a vagyonos parasztság. Lenin elvtárs jelentése az O. K. P. bolsevik 8-ik kongresszusán. 1919. márc. 18-23; ford. Pelek Sándor; OKP magy. agit. prop. oszt., Novonikolaevsk, 1920
- A proletárifjúság feladatairól; Új Harcos, Wien, 1921 (Ifjúmunkás könyvtár)
- Megtartják-e a bolsevikik az államhatalmat?; ford., bev., jegyz. Rudnyánszky Endre; O.K.P.M. Agit. Oszt. Közp. Irod., Moszkva, 1921
- Marx Károly; előszó Kun Béla; Vereinigung Internationaler Verlags-Anstalten, Berlin, 1923 (Munka és tudás könyvtára)
- Baloldaliság, a kommunizmus gyermekbetegsége; ford. Szántó Rezső, előszó Kun Béla; Arbeiterbuchhandlung, Wien, 1926 (Munka és tudás könyvtára)
- V. I. U. Lenin: Előadás az 1905. évi orosz forradalomról; ford. Gábor Andor; Munkás, Kosice, 1926
- Hogyan építsük a pártot. Szervezeti kérdésekről; ford., jegyz. Dornbusch Richárd, előszó Kun Béla; Centrizdát, Moszkva, 1930 (A "Sarló és Kalapács" könyvtára)
- Az imperialista háborúról; ford. Rabinovits József, bev. Kun Béla, jegyz. Hajdu Pál; Centrizdat, Moszkva, 1930 (A Sarló és Kalapács könyvtára)
- Burzsoá-demokratikus és proletárforradalom; ford. Dornbusch Richárd, bev. Magyar Lajos; Centrizdát, Moszkva, 1931 (Sarló és kalapács könyvtára)
- Az államról és a proletárdiktatúráról szóló tanítás; A Szovjetunióban Élő Külföldi Munkások Kiadóhivatala, Moszkva, 1932 (Lenin válogatott munkái)
- Az 1905–1907-es forradalom; A Szovjetunióban Élő Külföldi Munkások Kiadóhivatala, Moszkva, 1933 (Lenin válogatott munkái)
- Az 1905–1907-es forradalom. Folytatás: A reakció és fellendülés évei; A Szovjetunióban Élő Külföldi Munkások Kiadóhivatala, Moszkva, 1934 (Lenin válogatott munkái)
- A kommunista Internacionál. 10. köt.; A Szovjetunióban Élő Külföldi Munkások Kiadóhivatala, Moszkva, 1939 (Lenin válogatott munkái)
- Az ifjúsági szövetségek feladatai. Beszéd az Oroszországi Kommunista Ifjúsági Szövetség 3. kongresszusán; Idegennyelvű Irodalmi Kiadó, Moszkva, 1942
- Állam és forradalom. A marxizmus tanítása az államról és a proletáriátus feladatairól a forradalomban; Idegennyelvű Irodalmi Kiadó, Moszkva, 1943

### 1945–1956
- A nemzetek önrendelkezési jogáról; Idegennyelvű Irodalmi Kiadó, Moszkva, 1945
- Az imperializmus mint a kapitalizmus legfelsőbb foka. Népszerű vázlat; Idegennyelvű Irodalmi Kiadó, Moszkva, 1945
- Állam és forradalom. A marxizmus tanítása az államról és a proletariátus feladatai a forradalomban; Kommunisták Romániai Pártja, Kolozsvár, 1945
- Állam és forradalom. A marxizmus tanítása az államról és a proletariátus feladatai a forradalomban; Szikra, Budapest, 1945
- A "baloldaliság" a kommunizmus gyermekbetegsége; Kommunisták Romániai Pártja, Kolozsvár, 1945
- Az ifjúsági szövetségek feladatai. Beszéd az Oroszországi Kommunista Ifjúsági Szövetség 3. összoroszországi kongresszusán, 1920. október 2-án; Szikra, Szeged, 1945
- Az ifjúsági szövetségek feladatai. Beszéd az Oroszországi Kommunista Ifjúsági Szövetség 3. összoroszországi kongresszusán, 1920. október 2-án; Kommunista Ifjak Romániai Szövetsége, Kolozsvár, 1945
- "Baloldaliság" a kommunizmus gyermekbetegsége; Szabadság, Pécs, 1945
- Marx Károly; Szikra, Budapest, 1945
- A szakszervezetek szerepe és feladatai az új gazdasági politika időszakában; Híd, Subotica, 1946
- Az imperializmus, mint a kapitalizmus legfelsőbb foka. Népszerű vázlat; RKP, Kolozsvár, 1946
- Marx Károly. Bevezetés a marxizmus elméletébe; 3. jav. kiad.; Szikra, Budapest, 1947 (A marxizmus-leninizmus kis könyvtára)
- Kik a "nép barátai" és hogyan harcolnak a szociáldemokraták ellen?; Szikra, Budapest, 1947 (A marxizmus-leninizmus kis könyvtára)
- Marx, Engels, marxizmus; Idegennyelvű Irodalmi Kiadó, Moszkva, 1947
- Lenin–Sztálin: A szakszervezeti kérdésekről. Cikkek, beszédek és szemelvények gyűjteménye; összeáll., szerk., bev. Lovas Márton; Népszava, Budapest, 1948
- Lenin–Sztálin: Párt és pártépítés; Szikra, Budapest, 1948
- Lenin–Sztálin: A szocialista munkáról és munkaversenyről. Szemelvények Lenin, Sztálin műveiből; Szikra, Budapest, 1948
- Válogatott művek két kötetben, 1–2.; Szikra, Budapest, 1948
- Hogyan szervezzük meg a munkaversenyt?; Szikra, Budapest, 1948
- Marx Károly és Engels Frigyes; Szikra, Budapest, 1948 (A marxizmus-leninizmus kis könyvtára)
- Állam és forradalom. A marxizmus tanítása az államról és a proletariátus feladatai 1917; Szikra, Budapest, 1948 (A marxizmus-leninizmus kis könyvtára)
- A nagy kezdeményezés. A munkásság hősiessége a hátországban a "kommunista szubbotnyikok"-ról. Hogyan szervezzük meg a munkaversenyt?; RMP, Bukarest, 1948 (Marxista-leninista könyvtár)
- Materializmus és empiriokriticizmus. Kritikai megjegyzések egy reakciós filozófiáról; ford. Czóbel Ernő, idézett műjegyz összeáll. Pikler Blanka; Szikra, Budapest, 1948
- A szövetkezetekről; Szikra, Budapest, 1948
- A marxizmus három forrása és három alkotórésze; Szikra, Budapest, 1948
- A munkáspártnak a valláshoz való viszonyáról; Szikra, Budapest, 1948
- A proletárforradalom és a renegát Kautsky; Szikra, Budapest, 1948 (A marxizmus-leninizmus kis könyvtára)
- Karl Marx; Román Munkáspárt, Bukarest, 1948 (Marxista-leninista könyvtár)
- Mi a teendő? Mozgalmunk égető kérdései. 1902; Szikra, Budapest, 1948 (A marxizmus-leninizmus kis könyvtára)
- Az imperializmus, mint a kapitalizmus legfelsőbb foka. Népszerű vázlat; Szikra, Budapest, 1948 (A marxizmus-leninizmus kis könyvtára)
- Az irodalomról. Szemelvények Lenin műveiből, leveleiből; ford. Waldapfel József, függelék összeáll. Zágon Zsuzsa; Szikra, Budapest, 1949 (A marxizmus-leninizmus kis könyvtára)
- A szövetkezetekről; RMP, Bukarest, 1949 (Marxista-leninista könyvtár)
- Kik azok a "népbarátok" és hogyan hadakoznak a szociáldemokraták ellen?; Bratsztvo-Jedinsztvo, Noviszád, 1949 (A marxizmus-leninizmus könyvei)
- "Baloldaliság" a kommunizmus gyermekbetegsége; Bratsztvo-Jedinsztvo, Noviszád, 1949 (A marxizmus-leninizmus könyvei)
- A nemzetek önrendelkezési jogáról; Bratsztvo-Jedinsztvo, Noviszád, 1949 (A marxizmus-leninizmus könyvei)
- Marx Károly és Engels Frigyes. Beszéd Marx és Engels emlékművének leleplezésekor; Bratsztvo-Jedinsztvo, Noviszád, 1949
- A szövetkezetekről; Területi Kiadó, Uzshorod, 1949
- Állam és forradalom. A marxizmus tanítása az államról és a proletariátus feladatairól a forradalomban; Bratsztvo-Jedinsztvo, Noviszád, 1949 (Híd könyvek)
- A nemzetek önrendelkezési jogáról. 1914; Szikra, Budapest, 1949 (A marxizmus-leninizmus kis könyvtára)
- "Baloldaliság" a kommunizmus gyermekbetegsége; Pravda, Bratislava, 1949 (Magyar könyvtár)
- Lenin–Sztálin: A sajtóról. Cikkgyűjtemény; Román Munkáspárt, Bukarest, 1949 (Marxista-leninista könyvtár)
- Az Októberi Forradalomról. Gyűjtemény Lenin és Sztálin műveiből; Szikra, Budapest, 1949
- Az ifjúságról. Szemelvények Lenin és Sztálin műveiből; ford. átnézte Fedor János; Szikra, Budapest, 1950
- A munkáról. Gyűjtemény Lenin és Sztálin műveiből; Szikra, Budapest, 1950
- Az imperializmus, mint a kapitalizmus legfelsőbb foka. Népszerű vázlat; Testvériség-Egység, Noviszád, 1950 (A marxizmus-leninizmus könyvei)
- Lenin az irodalomról. Szemelvények Lenin műveiből, leveleiből; Testvériség-Egység, Noviszád, 1950 (A marxizmus-leninizmus könyvei)
- A szociáldemokrácia két taktikája a demokratikus forradalomban, 1905; Testvériség-Egység, Noviszád, 1950 (A marxizmus-leninizmus könyvei)
- Karl Marx és Friedrich Engels; Könyv- és újságkiadó, Uzshorod, 1950
- Az agrárkérdésről. Gyűjtemény Lenin műveiből, 1-2.; ford. ellenőrizte, szerk. Fedor János; Szikra, Budapest, 1950
- A szociáldemokrácia agrárprogramja az 1905–1907-es első orosz forradalomban; ford. Fedor János; Szikra, Budapest, 1950 (A marxizmus-leninizmus kis könyvtára)
- Egy lépés előre, két lépés hátra. Pártunk válsága, 1904; Szikra, Budapest, 1950 (A marxizmus-leninizmus kis könyvtára)
- A szociáldemokrácia két taktikája a demokratikus forradalomban, 1905; Szikra, Budapest, 1950 (A marxizmus-leninizmus kis könyvtára)
- Statisztika és szociológia; Egyetemi Ny., Budapest, 1950
- A kapitalizmus fejlődése Oroszországban. A nagyipar belső piacának kialakulása; Szikra, Budapest, 1950
- Lenin V. I. művei, 1-39; Szikra, Budapest, 1951–1964
- A Magyar Tanácsköztársaság 1919 / Lenin és Sztálin a Magyar Tanácsköztársaságról; kidolg. MDP Központi Előadói Iroda történelmi munkaközössége, ea. Réti László; Szikra, Budapest, 1951
- Az imperializmus, mint a kapitalizmus legfelsőbb foka; Pravda, Bratislava, 1951 (A marxizmus-leninizmus könyvtára)
- A marxizmus három forrása és három alkotórésze; Könyv- és Folyóiratkiadó, Uzshorod, 1951
- Az imperializmus, mint a kapitalizmus legfelsőbb foka; Könyv- és Folyóiratkiadó, Uzshorod, 1951
- Az ifjúsági szövetségek feladatai; Könyv- és Folyóiratkiadó, Uzshorod, 1951
- Mi a teendő?; Testvériség-Egység, Újvidék, 1951 (A marxizmus-leninizmus könyvei)
- Egy lépés előre, két lépés hátra. Pártunk válsága; Testvériség-Egység, Újvidék, 1951 (A marxizmus-leninizmus könyvei)
- A nagy kezdeményezés; Könyv- és Folyóiratkiadó, Uzshorod, 1951
- Az államról. A Szverdlov Egyetemen 1919. július 11-én tartott előadás; Könyv- és Folyóiratkiadó, Uzshorod, 1951
- Lenin–Sztálin: Párt és pártépítés; Pravda, Bratislava, 1951 (A marxizmus-leninizmus könyvtára)
- A szakszervezetekről. Gyűjtemény Lenin és Sztálin műveiből; Szikra, Budapest, 1951
- Lenin–Sztálin: A nők felszabadításáról; Pravda, Bratislava, 1951 (A marxizmus-leninizmus könyvtára)
- V. I. Lenin, J. V. Sztálin, M. I. Kalinyin: Az ifjúsághoz; Pravda, Bratislava, 1951 (A marxizmus-leninizmus könyvtára)
- Levelek a távolból. Első levél. Az első forradalom szakasza; Szikra, Budapest, 1952
- Cikkek és beszédek 1922–1923; Pravda, Pozsony, 1952 (A marxizmus-leninizmus könyvtára)
- Állam és forradalom. A marxizmus tanítása az államról és a proletariátus feladatai; Pravda, Bratislava, 1952 (A marxizmus-leninizmus könyvtára)
- A proletariátus feladatai a jelenlegi forradalomban. Áprilisi tézisek; Szikra, Budapest, 1952
- Az államról. A Szverdlov Egyetemen 1919. július 11-én tartott előadás; Szikra, Budapest, 1952
- A moszkvai felkelés tanulságai; Szikra, Budapest, 1952
- Mind egy szálig harcra Gyenyikin ellen. Az Oroszországi Kommunista bolsevik Párt Központi Bizottságának levele a pártszervezetekhez; Szikra, Budapest, 1952
- A forradalom tanulságai; Szikra, Budapest, 1952
- Az alkotmányozó gyűlési választások és a proletárdiktatúra; Szikra, Budapest, 1952 (A marxizmus-leninizmus kis könyvtára)
- A háború és az oroszországi szociáldemokrácia; Szikra, Budapest, 1952
- Az Európai Egyesült Államok jelszaváról; Szikra, Budapest, 1952
- A proletárforradalom katonai programja; Szikra, Budapest, 1952
- Az orosz szociáldemokraták feladatai; Szikra, Budapest, 1952
- A szocializmus és a háború. Az OSZDMP állásfoglalása a háború kérdésében; Szikra, Budapest, 1952
- Áprilisi tézisek; részben ford. Tóth Tibor; Pravda, Bratislava, 1952
- Marx Károly; Pravda, Bratislava, 1952 (A marxizmus-leninizmus könyvtára)
- Az Októberi Forradalomról. Gyűjtemény Lenin és Sztálin műveiből; Pravda, Bratislava, 1952
- Lenin, Sztálin tanítása a Pártról; Tolna Megyei Ny., Szekszárd, 1952
- A vallásról. Szemelvények Lenin–Sztálin műveiből; Szikra, Budapest, 1952 (A marxizmus-leninizmus kis könyvtára)
- Proletárnemzetköziség és hazafiság. Szemelvények Marx, Engels, Lenin, Sztalin műveiből; Szikra, Budapest, 1952
- A statisztika Marx, Engels, Lenin, Sztálin műveiben. Idézetgyűjtemény; Statisztikai Kiadó, Budapest, 1953 (A szocialista statisztika könyvtára)
- Egy lépés előre, két lépés hátra. Pártunk válsága; Kárpátontúli területi könyv- és folyóiratkiadó, Uzshorod, 1953
- Marx, Engels, Lenin: A vallásról. Cikkek és levelek gyűjteménye; sajtó alá rend. Hock Rezső, Olajos Mihály; Testvériség-Egység, Újvidék, 1953 (A marxizmus-leninizmus könyvei)
- Marx Károly. Rövid életrajzi vázlat és a marxizmus ismertetése; Szikra, Budapest, 1953
- Mi a teendő? Mozgalmunk égető kérdései; Kárpátontúli Területi Kiadó, Uzshorod, 1953
- Lenin Magyarországról. Szemelvények Lenin műveiből; összeáll. Magyar Munkásmozgalmi Intézet, Szikra; Szikra, Budapest, 1954
- Filozófiai füzetek; ford. Bólyai Ernő; Szikra, Budapest, 1954
- "Baloldaliság" – a kommunizmus gyermekbetegsége; Kárpátontúli Területi Kiadó, Uzshorod, 1954
- Levél az amerikai munkásokhoz; Kárpátontúli területi könyv- és folyóiratkiadó, Uzshorod, 1954
- A szovjethatalom soronlévő feladatai; Kárpátontúli területi könyv- és folyóiratkiadó, Uzshorod, 1954
- Hogyan szervezzük meg a versenyt?; Kárpátontúli területi könyvkiadó, Uzshorod, 1955
- A moszkvai felkelés tanulságai; Kárpátontúli területi könyvkiadó, Uzshorod, 1955
- Az ifjúsági szövetségek feladatai; Ifjúsági, Bukarest, 1955
- Szocializmus és vallás / A munkáspártnak a valláshoz való viszonyáról; Kárpátontúli területi könyvkiadó, Uzshorod, 1955
- A munkásosztály és a parasztság szövetsége; Szikra, Budapest, 1955
- A nevelésről. Szemelvénygyűjtemény Marx, Engels, Lenin, Sztálin műveiből; Tankönyvkiadó, Budapest, 1955
- A szovjet államapparátus munkájáról; Szikra, Budapest, 1956
- A nehézipar fejlesztéséről és az ország villamosításáról; Szikra, Budapest, 1956

### 1957–1989
- A munka termelékenységéről; Kossuth, Budapest, 1957
- A nemzetköziségről és a hazafiságról; összeáll. Vujovits Erzsébet; Kossuth, Budapest, 1957
- Lenin az irodalomban; Arlus, Marosvásárhely, 1957
- A demokráciáról és a diktatúráról; Kossuth, Budapest, 1957
- A háborúról, a hadseregről és a hadtudományról, 1-2.; Zrínyi Kiadó, Budapest, 1958
- A szocialista gazdaság irányításáról; összeáll. Vujovits Erzsébet; Kossuth, Budapest, 1958
- A revizionizmus ellen; Kossuth, Budapest, 1958
- A nemzeti kérdésről és a nemzeti-gyarmati kérdésről; kiad. az SZKP KB mellett működő Marxizmus-Leninizmus Intézet; Politikai Kiadó, Bukarest, 1958
- Az imperializmus, mint a kapitalizmus legfelsőbb foka; Politikai Kiadó, Bukarest, 1959 (Marxista-leninista könyvtár)
- Katonai levelezés. 1917–1920; Zrínyi Kiadó, Budapest, 1959
- A szakszervezetekről. 1895–1923; Táncsics–Práca, Budapest–Bratislava, 1959
- Lenin, Gorkij: Levelek, visszaemlékezések; ford. Radó György, Lovas Márton; Európa, Budapest, 1959
- Az ifjúsági szövetségek feladatai; Ifjúsági, Budapest, 1960
- Lev Nyikolajevics Tolsztojról. Cikkgyűjtemény; Kossuth, Budapest, 1960
- A proletárkultúráról. Cikkgyűjtemény; Politikai Kiadó, Bukarest, 1961
- A szocializmus és a háború. Az OSZDMP állásfoglalása a háború kérdésében; Politikai Kiadó, Bukarest, 1961 (Marxista-leninista könyvtár)
- Lenin az ifjúsági szövetségek feladatairól; Ifjúsági, Budapest, 1961 (Kiegészítő anyag az ifjúsági parasztszemináriumok hallg. részére)
- Romániára vonatkozó szövegek V. I. Lenin munkáiból; Politikai Kiadó, Bukarest, 1961
- Materializmus és empiriokriticizmus. Kritikai jegyzetek egy reakciós filozófiáról; Kossuth, Budapest, 1961
- Kritikai megjegyzések a nemzeti kérdéssel kapcsolatban; Politikai Kiadó, Bukarest, 1961 (Marxista-leninista könyvtár)
- A vallásról; Politikai Kiadó, Bukarest, 1961 (Marxista-leninista könyvtár)
- V. I. Lenin összes művei, 1-55.;[129] sajtó alá rend. a Marxizmus-Leninizmus Klasszikusainak Szerkesztősége; Kossuth, Budapest, 1963–1980
- A pártélet normáiról; Kossuth, Budapest, 1963
- Lenin az ifjúsági szövetségek feladatairól. A KISZ a Párt ifjúsági szervezete. Kiegészítő anyag az ifj. pártszemináriumok hallg. részére; fel. szerk. Csepeli Szabó Béla; Ifjúsági, Budapest, 1963
- Lenin utolsó írásai; Kossuth, Budapest, 1963 (A marxizmus-leninizmus klasszikusainak kiskönyvtára)
- A baloldali elhajlásról; bev. Szirmai István, sajtó alá rend. a marxizmus-leninizmus klasszikusainak szerkesztősége; Kossuth, Budapest, 1964
- Lenin Magyarországról; 2., átdolg. kiad.; Kossuth, Budapest, 1965 (A marxizmus-leninizmus klasszikusainak kiskönyvtára)
- Marx, Engels, Lenin: A nemzeti kérdésről; sajtó alá rend. a marxizmus-leninizmus klasszikusainak szerkesztősége, bev. Arató Endre; Kossuth, Budapest, 1965
- A párt szervezete és a pártos irodalom; bibliofil kiad.; Kossuth, Budapest, 1966
- A szocialista és tőkésállamok békés egymás mellett éléséről; sajtó alá rend. a marxizmus-leninizmus klasszikusainak szerkesztősége; Kossuth, Budapest, 1966 (A marxizmus-leninizmus klasszikusainak kiskönyvtára)
- A szocialista gazdálkodásról; Kossuth, Budapest, 1966 (A marxizmus-leninizmus klasszikusainak kiskönyvtára)
- Művészetről, irodalomról; Kossuth, Budapest, 1966
- A szakszervezetekről; s.n., s.l., 1967
- Lenin levelei a magyarokhoz és Kun Bélához; s.n., s.l., 1967
- Marx, Engels, Lenin: A nőkérdésről és a családról; Kossuth, Budapest, 1967
- Az imperializmus mint a kapitalizmus legfelsőbb foka; sajtó alá rend. a marxizmus-leninizmus klasszikusainak szerkesztősége; Kossuth, Budapest, 1967 (A marxizmus-leninizmus klasszikusainak kiskönyvtára)
- Marx, Engels, Lenin: A történelmi materializmusról; sajtó alá rend. a Marxizmus-Leninizmus Klasszikusainak Szerkesztősége; Kossuth, Budapest, 1967
- Állam és forradalom. A marxizmus tanítása az államról és a proletáriátus feladatai a forradalomban; sajtó alá rend. a Kossuth Könyvkiadó marxizmus-leninizmus klasszikusainak szerkesztősége; Magyar Helikon–Európa, Budapest, 1967
- Lenin válogatott művei, 1-3.; sajtó alá rend. a marxizmus-leninizmus klasszikusainak szerkesztősége; Kossuth, Budapest, 1967
- Üdvözlet a magyar munkásoknak és a Magyar Tanácsköztársaságra vonatkozó egyéb lenini dokumentumok; Kárpáti, Uzshorod, 1968
- Szervezés, vezetés, ellenőrzés. Szemelvények; összeáll. munkaközösség, vez. Zsille Zsigmondné; Szövetkezeti Gazdaságszervezési és számítástechnikai Iroda, Budapest, 1968
- A sajtóról; sajtó alá rend. a Magyar Újságírók Országos Szövetségének Sajtótudományi Bizottsága; Zrínyi Ny., Budapest, 1968
- O goszudarsztve / Az államról; sajtó alá rend. a marxizmus-leninizmus klasszikusainak szerkesztősége; Kossuth, Budapest, 1968
- Mi a teendő? Mozgalmunk égető kérdései; Kossuth, Budapest, 1968 (A marxizmus-leninizmus klasszikusainak kiskönyvtára)
- A szocialista demokráciáról; sajtó alá rend. a marxizmus-leninizmus klasszikusainak szerkesztősége; Kossuth, Budapest, 1968
- Válogatás a pártoktatási hálózat számára; Kárpáti, Uzshorod, 1969
- I. Uljanov: A párt szervezete és a pártos irodalom; Kárpáti, Uzshorod, 1969
- A proletárforradalom és a renegát Kautsky; sajtó alá rend. a marxizmus-leninizmus klasszikusainak szerkesztősége; Kossuth, Budapest, 1970 (A marxizmus-leninizmus klasszikusainak kiskönyvtára)
- I. Uljanov: A marxizmus három forrása és három alkotórésze; Kárpáti, Uzshorod, 1969
- Lenin a szakszervezetekről; Táncsics, Budapest, 1969
- Lenin, a munkáról; Táncsics, Budapest, 1969
- A proletár internacionalizmusról. Részletek Marx, Engels, Lenin írásaiból és beszédeiből; Táncsics, Budapest, 1969
- A Kommunista Internacionáléról; sajtó alá rend. a marxizmus-leninizmus klasszikusainak szerkesztősége; Kossuth, Budapest, 1969
- A nemzeti kérdésről; vál., jegyz. Rehák László, Várady Tibor; Forum, Újvidék, 1970
- Marx, Engels, Lenin: Az anarchizmusról; szerk. Székely Andorné; Kossuth, Budapest, 1970
- Az ideológiai munkáról. Szemelvények; sajtó alá rend. a marxizmus-leninizmus klasszikusainak szerkesztősége; Kossuth, Budapest, 1970
- A kommunista erkölcsről; Kossuth, Budapest, 1970
- Lenin beszéde Marx és Engels emlékművének leleplezése alkalmából 1918. nov. 7-én; összeáll. B. Fábri Magda; Kossuth, Budapest, 1970
- Dolgozom, jól vagyok... Válogatás Lenin leveleiből; vál. Huszár Tibor, Nyilas Vera, jegyz. Nyilas Vera; Magyar Helikon–Európa, Budapest, 1970
- A nemzetek önrendelkezési jogáról; Kárpáti, Uzshorod, 1971
- Könyvekről, könyvtárakról; sajtó alá rend. marxizmus-leninizmus klasszikusainak szerkesztősége; Kossuth, Budapest, 1971
- Marx, Engels, Lenin: A Párizsi Kommünről; sajtó alá rend. a marxizmus-leninizmus klasszikusainak szerkesztősége; Kossuth, Budapest, 1971
- Az államról. Előadás a Szverdlov egyetemen 1919. július 11-én; Kárpáti, Uzshorod, 1972
- A szociáldemokrácia két taktikája a demokratikus forradalomban; sajtó alá rend. a marxizmus-leninizmus klasszikusainak szerkesztősége; Kossuth, Budapest, 1972 (A marxizmus-leninizmus klasszikusainak kiskönyvtára)
- Marx, Engels, Lenin: A proletár nemzetköziségről; sajtó alá rend. a marxizmus-leninizmus klasszikusainak szerkesztősége; Kossuth, Budapest, 1972
- Állam és forradalom. A marxizmus tanítása az államról és a proletariátus feladatai a forradalomban; Kárpáti, Uzshorod, 1972
- Marxról. Marx, Engels és Lenin írásaiból; Kossuth, Budapest, 1973
- Marxista etika. Szemelvénygyűjtemény Marx, Engels és Lenin műveiből; szerk. Farkas Endre; Tankönyvkiadó, Budapest, 1973
- A tudományos munkaszervezésről. Válogatás; bev. Lázár György, sajtó alá rend. marxizmus-leninizmus klasszikusainak szerkesztősége; Kossuth, Budapest, 1973
- A szovjethatalom soron levő feladatai; sajtó alá rend. a marxizmus-leninizmus klasszikusainak szerkesztősége; Kossuth, Budapest, 1973 (A marxizmus-leninizmus klasszikusainak kiskönyvtára)
- Marx, Engels, marxizmus; sajtó alá rend. a marxizmus-leninizmus klasszikusainak szerkesztősége; röv. kiad.; Kossuth, Budapest, 1973 (A marxizmus-leninizmus klasszikusainak kiskönyvtára)
- Kritikai megjegyzések a nemzeti kérdésre vonatkozóan; Kárpáti, Uzshorod, 1974
- Megemlékezések, arcképek; sajtó alá rend. a marxizmus-leninizmus klasszikusainak szerkesztősége; Kossuth, Budapest, 1974
- Magyarországról; sajtó alá rend. a marxizmus-leninizmus klasszikusainak szerkesztősége; 3. átdolg. kiad.; Kossuth, Budapest, 1974
- Marx, Engels, Lenin: Az ifjúságról; sajtó alá rend. a marxizmus-leninizmus klasszikusainak szerkesztősége; Kossuth, Budapest, 1974
- A proletárforradalom és a renegát Kautsky; Kárpáti, Uzshorod, 1974
- Marx, Engels, Lenin: A sajtóról; sajtó alá rend. a marxizmus-leninizmus klasszikusainak szerkesztősége; Kossuth, Budapest, 1974
- A proletárforradalom katonai programja; Kárpáti, Uzshorod, 1974
- Üdvözlet a magyar munkásoknak; Kossuth, Budapest, 1975
- Marx, Engels, Lenin: A vallásról; sajtó alá rend. a marxizmus-leninizmus klasszikusainak szerkesztősége; Kossuth, Budapest, 1975
- A szocializmus és a háború. Az OSZDMP állásfoglalása a háború kérdésében; Kárpáti, Uzshorod, 1975
- A szociáldemokrácia két taktikája a demokratikus forradalomban; Kárpáti, Uzshorod, 1975
- Az egységes gazdasági tervről; Kárpáti, Uzshorod, 1975
- Az ifjúsági szövetségek feladatai; sajtó alá rend. a Marxizmus-Leninizmus Klasszikusainak Szerkesztősége; Kossuth, Budapest, 1976
- Lenin utolsó írásai; 2., átdolg. kiad.; Kossuth, Budapest, 1976 (A marxizmus-leninizmus klasszikusainak kiskönyvtára)
- Materializmus és empiriokriticizmus; sajtó alá rend. a Marxizmus-leninizmus klasszikusainak szerkesztősége; Kossuth, Budapest, 1976
- A szocializmus építéséről; sajtó alá rend. a Marxizmus-Leninizmus Klasszikusainak Szerkesztősége; Kossuth, Budapest, 1976
- Lenin Tolsztojról. 1908–1911; vál. Maráczi Béla, ford. Waldapfel József; Fővárosi Nyomdaipari Vállalat, Budapest, 1977
- Lenin válogatott művei. Három kötetben; sajtó alá rend. a Marxizmus-Leninizmus Klasszikusainak Szerkesztősége; 3. jav. kiad.; Kossuth, Budapest, 1977
- Az októberi forradalomról; Kossuth, Budapest, 1977
- Marx, Engels, marxizmus; Kossuth, Budapest, 1977 (A marxizmus-leninizmus klasszikusainak kiskönyvtára)
- Az imperializmus, mint a kapitalizmus legfelsőbb foka. Népszerű tanulmány; Kárpáti–Kossuth, Uzshorod–Budapest, 1977
- Marxizmus és felkelés / A forradalom feladatai; Kárpáti, Uzshorod, 1977
- A szocialista államról; Novosztyi Sajtóügynökség, Moszkva, 1977
- Szemelvények Marx, Engels, Lenin műveiből. Olvasókönyv az általános és középiskolák tanulói számára; vál., összeáll. Szabolcs Ottó, Szebenyi Péter; Tankönyvkiadó, Budapest, 1977
- A proletariátus feladatai forradalmunkban. A proletárpárt platformjának tervezete; Kárpáti, Uzshorod, 1977
- A párt vezető szerepe a szocialista építésben; Kossuth, Budapest, 1978 (A marxizmus-leninizmus klasszikusainak kiskönyvtára)
- A nacionalizmus elleni harcról; Kossuth, Budapest, 1978 (A marxizmus-leninizmus klasszikusainak kiskönyvtára)
- A nemzetközi kommunista mozgalom egységéről; sajtó alá rend., ford. a Marxizmus-Leninizmus Klasszikusainak Szerkesztősége; Kossuth, Budapest, 1978
- Egy lépés előre, két lépés hátra. Pártunk válsága; Kossuth, Budapest, 1978 (A marxizmus-leninizmus klasszikusainak kiskönyvtára)
- Karl Marx. Rövid életrajzi tanulmány a marxizmus ismertetésével; Kárpáti, Uzshorod, 1978
- L. N. Tolsztoj emlékére. Cikkek; Kárpáti, Uzshorod, 1978
- Lenin Magyarországról; sajtó alá rend. a marxizmus-leninizmus klasszikusainak szerkesztősége; 4. átdolg. kiad.; Kossuth–Kárpáti, Budapest–Uzshorod, 1978
- A nagy kezdeményezés. A munkások hősiességéről a hátországban. A "kommunista szombatok" alkalmából; Kárpáti, Uzshorod, 1979
- A szocialista forradalomról; sajtó alá rend. a Marxizmus-Leninizmus Klasszikusainak Szerkesztősége; Kossuth, Budapest, 1979
- A Magyar Tanácsköztársaságról. Gyűjtemény; Kárpáti, Uzshorod, 1979
- Marx, Engels, Lenin a nevelésről. Szemelvénygyűjtemény; vál., összeáll. Gyóni Lajosné; BTF, Budapest, 1979 (A Budapesti Tanítóképző Főiskola kiadványai)
- A pártfegyelemről és az állami fegyelemről; sajtó alá rend. a Marxizmus-Leninizmus Klasszikusainak Szerkesztősége; Kossuth, Budapest, 1979
- A propagandáról és az agitációról; ford. Hitseker Mária; Kossuth–Kárpáti, Budapest–Uzshorod, 1980
- Kik azok a "népbarátok" és hogyan hadakoznak a szociáldemokraták ellen? Válasz a "Russzkoje Bogatsztvo" marxistaellenes cikkeire; Kossuth–Kárpáti, Budapest–Uzshorod, 1980 (A marxizmus-leninizmus klasszikusainak kiskönyvtára)
- Lenin a pártprogramról; sajtó alá rend. a Marxizmus-Leninizmus Klasszikusainak Szerkesztősége; Kossuth, Budapest, 1980
- Lenin válogatott művei. Három kötetben; sajtó alá rend. a Marxizmus-Leninizmus Klasszikusainak Szerkesztősége.; 4., jav. kiad.; Kossuth, Budapest, 1980
- A kultúráról / O kul'ture; szerk. Hitseker Mária; Kossuth, Budapest, 1980
- A "baloldaliság" a kommunizmus gyermekbetegsége; Magyar Helikon, Budapest, 1980
- Lenin válogatott katonai írásai; vál., szerk. Kocsis Bernát; Zrínyi, Budapest, 1981
- A nemzeti és a gyarmati kérdésről; sajtó alá rend. a Marxizmus-leninizmus Klasszikusainak Szerkesztősége; Kossuth, Budapest, 1981
- Marx, Engels, Lenin: A tudományos kommunizmusról; sajtó alá rend. a Marxizmus-Leninizmus Klasszikusainak Szerkesztősége; Kossuth, Budapest, 1981
- Interjúk. 1917–1922; Kossuth, Budapest, 1981 (A marxizmus-leninizmus klasszikusainak kiskönyvtára)
- Jegyzetek Marx és Engels levelezéséből; sajtó alá rend. a Marxizmus-Leninizmus Klasszikusainak Szerkesztősége; Kossuth, Budapest, 1982
- Marx, Engels, Lenin: A kultúráról; Kossuth, Budapest, 1982
- Magyarországról; 5. bőv. kiad.; Kossuth, Budapest, 1982 (Források)
- A pártról; összeáll. Takács István; Kossuth, Budapest, 1983
- Engels, Lenin: Dialektikus materializmus szöveggyűjtemény; Mezőgazdasági Főiskola, Marxizmus-Leninizmus Tanszék, Kaposvár, 1984
- V. I. Lenin az 1905–1907-es polgári demokratikus forradalomról. Gyűjteményes kötet; összeáll. Rotman Miklós; Kossuth–Kárpáti, Budapest–Uzshorod, 1984
- Aforizmák; Kossuth, Budapest, 1986
- Az októberi forradalom évfordulóiról. 1918–1922. Beszédek, beszámolók, cikkek; Kárpáti–ILK, Uzshorod–Budapest, 1987
- "Várom válaszát!". Válogatott levelek, 1917–1923; névmutató Szabó László Zsolt, vál., előszó Kun Miklós, ford. Gereben Ágnes, Recski Ágnes; Kossuth, Budapest, 1987 (Források)
- Az októberi forradalomról; vál., előszó Kirschner Béla; Kossuth, Budapest, 1987 (Források)
- A szovjethatalom soron levő feladatai; előszó Mihalik István; Kossuth, Budapest, 1987 (Források)
- Marx, Engels, Lenin: A népesedési kérdésről; vál., bev. Szabó A. Ferenc; Kossuth, Budapest, 1987
- Lenin Szovjet-Ukrajnáról. Gyűjtemény; összeáll. V. V. Delegan; Kárpáti, Uzshorod, 1988
- Válogatás Lenin műveiből, 1-2.; Kossuth, Budapest, 1988

### 1990–
- A "baloldaliság" a kommunizmus gyermekbetegsége; Fapadoskonyv.hu, Budapest, 2011 (A demagógia klasszikusai)

### Lenin összes művei, 1–55.(1963–1980)
V. I. Lenin összes művei; sajtó alá rend. a Marxizmus-Leninizmus Klasszikusainak Szerkesztősége; Kossuth, Budapest, 1963–1980
- 1. 1893–1894; 1963
- 2. 1895–1897; 1963
- 3. A kapitalizmus fejlődése Oroszországban; 1964
- 4. 1898–1901. április; 1964
- 5. 1901. május–december; 1965
- 6. 1902. január–augusztus; 1964
- 7. 1902. szeptember–1903. szeptember; 1965
- 8. 1903. második fele–1904 július; 1965
- 9. 1904. július–1905. március; 1966
- 10. 1905. március–június; 1966
- 11. 1905. július–október; 1966
- 12. 1905. október–1906. április; 1966
- 13. 1906. május–szeptember; 1966
- 14. 1906. szeptember–1907. február; 1967
- 15. 1907. február–június.; 1967
- 16. 1907. június–1908. március; 1968
- 17. 1908. március–1909. június; 1968
- 18. Materializmus és empiriokriticizmus; 1964
- 19. 1909. június–1910. október; 1968
- 20. 1910. november–1911. november; 1969
- 21. 1911. december–1912. július; 1969
- 22. 1912. július–1913. február; 1969
- 23. 1913. március–szeptember; 1969
- 24. 1913. szeptember–1914. március; 1970
- 25. 1914. március–július; 1970
- 26. 1914. július–1915. augusztus; 1971
- 27. 1915. augusztus–1916. június; 1971
- 28. Füzetek az imperializmusról; 1979
- 29. Filozófiai füzetek; 1972
- 30. 1916. július–1917. február; 1971
- 31. 1917. március–április; 1972
- 32. 1917. május–július; 1972
- 33. Állam és forradalom / A marxizmus az államról; 1965
- 34. 1917. július–október; 1967
- 35. 1917. október–1918. március; 1978
- 36. 1918. március–július; 1972
- 37. 1918. július–1919. március; 1973
- 38. 1919. március–június; 1973
- 39. 1919. június–december; 1973
- 40. 1919. december–1920. április; 1974
- 41. 1920. május–november; 1974
- 42. 1920. november–1921. március; 1974
- 43. 1921. március–június; 1974
- 44. 1921. június–1922. március; 1975
- 45. 1922. március–1923. március; 1975
- 46. Levelek. 1893–1904; 1975
- 47. Levelek. 1905–1910. november; 1976
- 48. Levelek. 1910. november–1914. július; 1976
- 49. Levelek. 1914. augusztus–1917. október; 1977
- 50. Levelek. 1917. október–1919. június; 1977
- 51. Levelek. 1919. július–1920. november; 1977
- 52. Levelek. 1920. november–1921. június; 1979
- 53. Levelek. 1921. június–november; 1980
- 54. Levelek. 1921. november–1923. március; 1980
- 55. Levelek a hozzátartozókhoz. 1893–1922; 1979

## Alakja játékfilmekben
Lenin alakja számos filmművészeti alkotásban kapott szerepet. Ezek közül az alábbi felsorolás a teljesség igénye nélkül néhány fontosabb életrajzát feldolgozó filmművészeti alkotást sorol fel:
- Lenin 1918 (Ленин в 1918 году) 1939-es szovjet filmdráma
- Eskü (Клятва) 1946-os szovjet filmdráma
- Lenin Lengyelországban 1966-os szovjet film Rendező:Szergej Jutkevics[130]
- Vörösök (Reds) 1981-es amerikai filmdráma[131]
- A Lenin-vonat (Il treno di Lenin) 1988-as olasz film 1. rész 2. rész
- Taurus (Телец) 2003-as orosz filmdráma 1. rész 2. rész

## Érdekességek

### Lenin és a pszichedelikus varázsgomba
A Szovjetunió utolsó évéből való Szergej Kurjohin (jazz-zenész, színész, zeneszerző) és Szergej Solohov (újságíró) orosz áldokumentumfilmje, a Lenin egy gomba! Az 1991-es televíziós műsorban a két tréfacsináló azt "bizonyítja be" hitelesnek tűnő referenciákkal, idézetekkel, film- és szövegrészletekkel, interjúkkal stb., hogy az 1917-es Nagy Októberi Szocialista Forradalom vezére (mexikói) hallucinogén "varázsgombák" fogyasztásának hatására robbantotta ki a kaotikus eseményeket, melyek egyfajta pszichedelikus mozgalomnak foghatóak föl. A túlzásba vitt tudattágító "szerhasználat" nyomán pedig végezetül a bolsevik forradalom vezére maga is gombává alakult...

### Lenin titokzatos ikertestvére
Az egyik legszellemesebb internetes hoax, egy komplett Lenin-mémsorozat, amelyben – „hiteles” fotók segítségével – regélik el Lenin „elfeledett” ikertestvérének történetét. Szergej Iljics Lenin ikerfivére a kiköpött mása külsőre, természetüket illetően azonban eltérnek: Szergej vegetáriánus, kupeckedik, áttér az iszlám hitre és a többnejűség örömeit élvezi stb. Időközben az ideológiai eszmélés szele őt is meglegyinti: megírja A történelem hátramenetben/Faroló történelem c. művét, Trockijjal barátkozik Mexikóban, s végül – Fidel Castro személyes meghívására – Kubában fejezi be az életét (Hruscsov nagy tisztelőjeként)…

## Fordítás
- Ez a szócikk részben vagy egészben  a   Wladimir Iljitsch Lenin című német Wikipédia-szócikk ezen változatának fordításán alapul.  Az eredeti cikk szerkesztőit annak laptörténete sorolja fel. Ez a jelzés csupán a megfogalmazás eredetét és a szerzői jogokat jelzi, nem szolgál a cikkben szereplő információk forrásmegjelöléseként.